# Oude Nabije Oosten

Overzichtskaart van het oude Nabije Oosten ten tijde van de late bronstijd

Het Oude Nabije Oosten is het gebied met Mesopotamië, de Levant, Anatolië en Elam waar de eerste van de meerdere beschavingen zijn ontstaan. Soms worden ook het oude Egypte en Arabië hiertoe gerekend. Niet alleen geografisch zijn de grenzen vaag, ook chronologisch is dit het geval. De periode voorafgaand aan het oude Nabije Oosten was het neolithisch Nabije Oosten. Het ontstaan van het schrift markeert hier de overgang van prehistorie naar oudheid, al is dat een arbitraire grens en wordt deze periode soms ook wel betrokken bij het oude Nabije Oosten. Voor het einde van deze periode geldt ook een arbitraire grens. Soms wordt hiervoor 539 v.Chr. gekozen, het einde van de Nieuw-Babylonische dynastie, de laatste Babylonische dynastie van lokale afkomst. Ook de verovering van het Perzische rijk in 331 v.Chr. door Alexander de Grote wordt wel als eindpunt gekozen, zoals ook in dit artikel. Deze periode werd gevolgd door de hellenistische periode.
Binnen deze geschiedenis kan een onderscheid gemaakt worden tussen periodes van eerst stadstaten, vanaf de late bronstijd territoriale staten en vanaf het begin van het eerste millennium v.Chr. rijken. Bij de eerste beschavingen kon een enkele stadstaat domineren, maar de onderworpen steden hielden veelal hun eigen gebruiken en instellingen. Dat veranderde met de komst van de territoriale staten waarbij centralisatie sterk toenam en overal de gebruiken en instellingen van de overheerser werden ingevoerd. Met de komst van rijken werden meerdere staten binnen een systeem gebracht en werd een groot deel van het Nabije Oosten bestuurd door een enkele dynastie. Dit was echter geen unilineaire evolutie en periodes van grotere fragmentatie volgden dan ook regelmatig op periodes van centralisatie. Daarnaast sluit het bestaan van een groot rijk het bestaan van stadstaten en territoriale staten niet uit.

## Inleiding

### Geografie

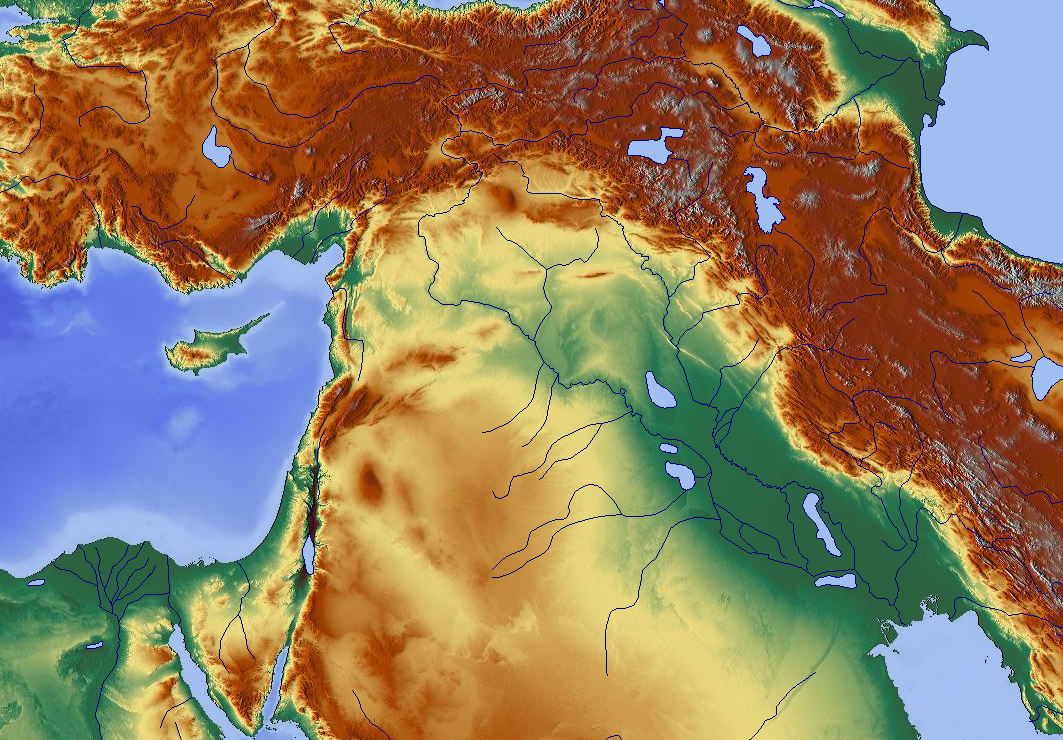
Reliëfkaart van het Nabije Oosten

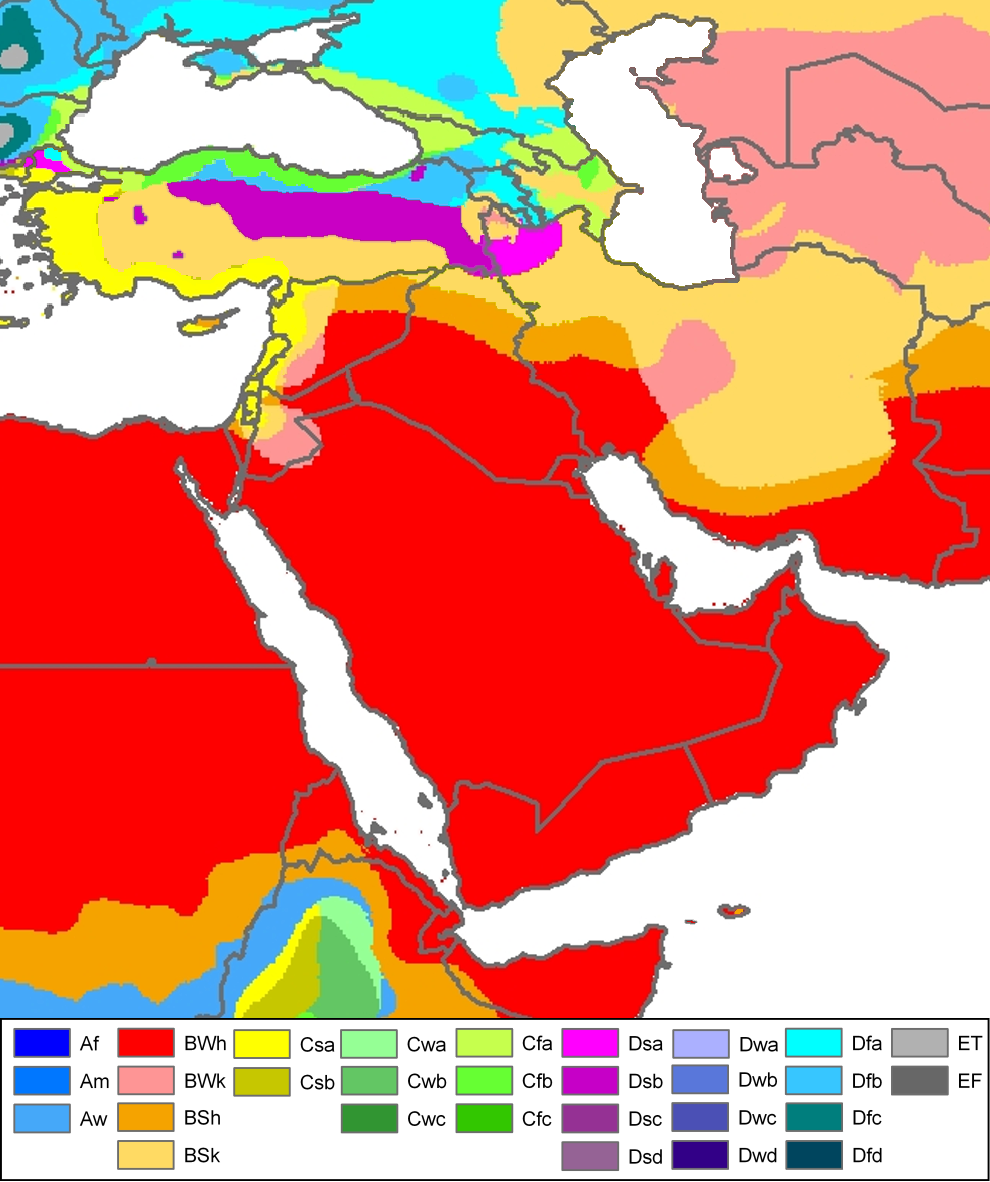
Klimaten van het Nabije Oosten

Bij het Nabije Oosten komen drie werelddelen bij elkaar, Europa, Azië en Afrika. Dit heeft het een unieke positie gegeven met betrekking tot menselijke migraties, wat ertoe bijdroeg dat het de bakermat werd van veel nieuwe ontwikkelingen als landbouw tijdens de neolithische revolutie, dorpen en steden tijdens de stedelijke revolutie, gevolgd door rijken.
Het Nabije Oosten ligt voor een groot deel op de Arabische Plaat die omringd wordt door een aantal andere tektonische platen die een grote invloed hebben op het landschap. Aanvankelijk was de plaat één geheel met de Afrikaanse Plaat, maar daarna begonnen de twee platen langzaam uit elkaar te bewegen, waarbij in het westen de Rode Zee ontstaan is. In het noorden komt de plaat in botsing met de Iraanse Plaat of de Euraziatische Plaat en de Anatolische Plaat, waardoor het Zagrosgebergte is ontstaan. De depressie voor dit gebergte vormt het stroomgebied van de Eufraat en de Tigris.
De gebergtes zorgen voor een grote tegenstelling van neerslag. Orografische effecten brengen stuwingsneerslag aan de loefzijde van de bergen en regenschaduw aan de lijzijde. De isohyeten, lijnen van gelijke neerslag, volgen de gebergtes dan ook in grote mate en daarmee ook de randzones die veelal gekenmerkt worden door een grote biodiversiteit. Met de rivieren maakt deze neerslag de Vruchtbare Sikkel mogelijk. Ten zuiden van dit gebied bevinden zich juist de Syrische en Arabische Woestijn.
Dit alles heeft een groot effect gehad op de bevolkingsgeschiedenis en ook de politieke geschiedenis. Het Zagrosgebergte maakte het zelfs voor grote rijken lastig om een militaire expansie te bereiken richting Anatolië en Iran. Richting Egypte was de doorgang ook beperkt. De Syrische Woestijn noodzaakte grotere groepen via de Levant te reizen, waar de doorgang beperkt werd tot de kustlijn en de Bekavallei tussen het Libanon- en het Anti-Libanongebergte.

### Culturen
Zeker bij het ontbreken van een schrift is het niet, of zeer moeizaam vast te stellen welke etniciteit bewoners hadden en of er in een gebied meerdere volken aanwezig waren. Aan de hand van archeologische vondsten kan in bepaalde gevallen wel een archeologische cultuur worden vastgesteld, die dan nog gedeeld kan worden door meerdere volken. In het Nabije Oosten is keramiek en dan vooral aardewerk zeer waardevol bij archeologisch onderzoek. Het is veelal in grote hoeveelheden aanwezig en verweert nauwelijks. Daarnaast veranderden zowel de stijl als de technologie relatief snel, wat datering vereenvoudigt. Om deze reden zijn de nodige culturen genoemd naar het type aardewerk waarmee ze verbonden zijn, waarbij het aardewerk veelal weer is vernoemd naar de typesite.

### Chronologie
Zoals vaker het geval is in de oudheid, is het niet altijd goed mogelijk om een exact jaartal te geven voor gebeurtenissen, heersers en dynastieën. Dit is deels omdat bronnen en archeologisch materiaal niet altijd beschikbaar zijn en deels omdat ook deze niet altijd een eenduidig antwoord geven. Wat betreft de chronologie van het Nabije Oosten geldt dat aan de hand van koningslijsten een relatieve chronologie is vastgesteld die vrij algemeen geaccepteerd wordt. De absolute chronologie is echter problematisch doordat er geen duidelijk jaartal is waaraan de relatieve chronologie geijkt kan worden. Dit speelt nog niet zozeer in het grootste deel van het eerste millennium v.Chr., maar in het vroege deel van dat millennium en in toenemende mate in het tweede en derde millennium v.Chr. wordt dit steeds moeizamer. Zo zijn vier alternatieven ontstaan voor de absolute chronologie:
- lange chronologie
- middenchronologie
- korte chronologie
- ultrakorte chronologie

Welke chronologie de juiste is, blijft onderdeel van discussie. Het ontbreken van zekerheid maakt dat de middenchronologie veelgebruikt blijft, wat hier dan ook zoveel mogelijk gevolgd zal worden.

### Maximalisme en minimalisme
Bij het beschrijven van geschiedenis zijn historici en archeologen aangewezen op twee soorten bronnen, geschreven teksten en archeologische vondsten. Deze komen niet altijd naast elkaar voor en als zij dat wel doen, dan komen ze niet altijd overeen, iets wat veelvuldig het geval is. Dat brengt de vraag met zich mee hoe daarmee om te gaan. De twee uitersten hierbij zijn minimalistische en maximalistische geschiedschrijving. In het eerste geval worden alle overgeleverde teksten als slechts literatuur beschouwd, tenzij er archeologische bevestiging is. In het tweede geval worden teksten als betrouwbare basis voor geschiedschrijving beschouwd, tenzij archeologisch het tegendeel is bewezen.
Tussen deze twee uiterste methodieken is veel ruimte voor interpretatie en dit resulteert dan ook in veel academische debatten. Vooral als naast de academische overwegingen ook religieuze of politieke achtergronden een rol spelen, kan dit felle discussies tot gevolg hebben. Zo kent Bijbelse archeologie de nodige polemieken.

## Voorgeschiedenis

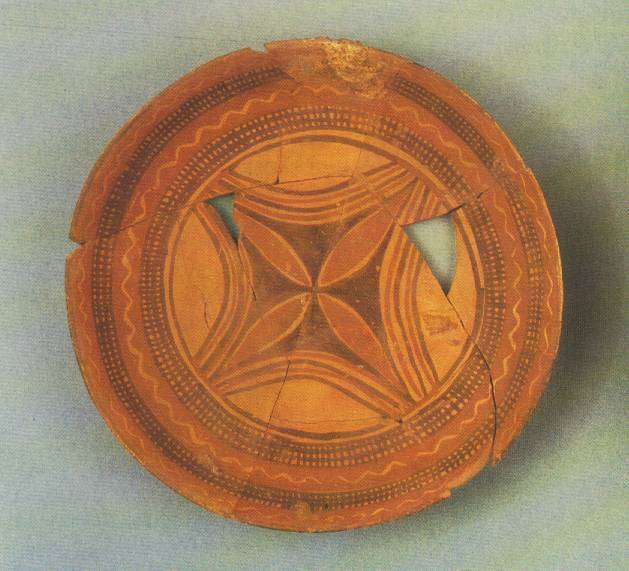
Aardewerk van de Halafcultuur

In het Nabije Oosten, een met een gunstig klimaat gezegend gebied tussen de Middellandse Zee, de Perzische Golf en de Arabische woestijn, had de neolithische revolutie plaatsgevonden, waarna men zich in toenemende mate in permanente nederzettingen begon te vestigen. Gedurende deze periode ontwikkelde men ook aardewerk, dat door zijn duurzaamheid, veelvuldig voorkomen en stijlveranderingen zeer bruikbaar is om archeologische culturen te bepalen, zoals de Hassuna-, Samarra- en Halafcultuur. Ten tijde van de Obeidcultuur werd ook de ontginning van het zuiden van Mesopotamië ingezet.
Deze nederzettingen waren de eerste aanzet tot de stedelijke revolutie die uitmondde in de Urukperiode. Hier ontwikkelde zich de eerste beschaving, met schrift en steeds sterker wordende sociale stratificatie. Daarmee brak het oude Nabije Oosten aan, al was dit geen unilineaire vorm van culturele evolutie. Zo verdween na de Urukperiode in het noorden de invloed uit Babylonië en daarmee zaken als het schrift. In het zuiden had de Urukperiode een blijvende invloed, wat terug is te zien in de Vroeg-dynastieke Periode van Soemer en Elam.

## Soemer
Waar eerder slechts culturen zijn te herkennen, bracht de ontwikkeling van het schrift de mogelijkheid voor een volk om zijn etniciteit uit te drukken. De eerste groep die hiertoe in staat was, waren de Soemeriërs. Het is onbekend wat hun oorsprong was, het Soemerische probleem. Mogelijk zijn het nomadische groepen geweest die al aanwezig waren en zich begonnen te vestigen, of migreerden zij van elders. Voor dat laatste zijn geen aanwijzingen te halen uit hun taal, aangezien het Soemerisch een geïsoleerde taal lijkt te zijn geweest.
Door een gebrek aan neerslag was permanente of droge landbouw niet mogelijk en waren zij aangewezen op irrigatielandbouw, wat tijdens de Obeidcultuur tot ontwikkeling kwam. De Soemeriërs cultiveerden hun land door een wijdvertakt kanalensysteem.

### Urukperiode (4000 - 3100 v.Chr.)
Aan het begin van het vierde millennium v.Chr. nam het aantal nederzettingen en hun grootte in het gehele Nabije Oosten aanmerkelijk toe. De grootste concentratie werd echter gevonden in Uruk, dat veelal wordt beschouwd als de oudste echte stad. Tijdens de vroege Urukperiode besloeg het gebied zo'n 70 hectare, om halverwege het vierde millennium uit te groeien tot zo'n 250 hectare. Hiermee werd het het eerste voorbeeld van de stedelijke revolutie.
Voor irrigatielandbouw was een grote mate van collectieve sociale organisatie vereist, wat een gecentraliseerd gezag met hiërarchische maatschappelijke verhoudingen in de hand werkte. In Uruk was dit gezag gebaseerd op religie, waarbij de Eannatempel, het heiligdom van de godin Inanna, als middelpunt diende in de redistributie-economie.
De stad dreef handel met verre streken, waarbij het verschillende koloniën stichtte. Daardoor werd bureaucratie erg belangrijk en daarmee ook het schrift. In Uruk IVa is het eerste protoschrift gevonden. Waarschijnlijk is het protospijkerschrift ontstaan rond 3300 v.Chr. en diende het aanvankelijk vooral een economische rol. De combinatie van een stedelijke ontwikkeling met schrift maakte het de eerste beschaving. Het grote netwerk bracht de culturele invloed in heel Mesopotamië, zodat dit de Urukperiode wordt genoemd. Gaandeweg ontwikkelde zich uit het protospijkerschrift het spijkerschrift en diende het niet slechts een economische rol. Steeds meer kwamen er lexicale lijsten bestaande uit benamingen voor beroepen, dieren, planten en objecten hielpen om schrijvers bekend te maken met de tekens.

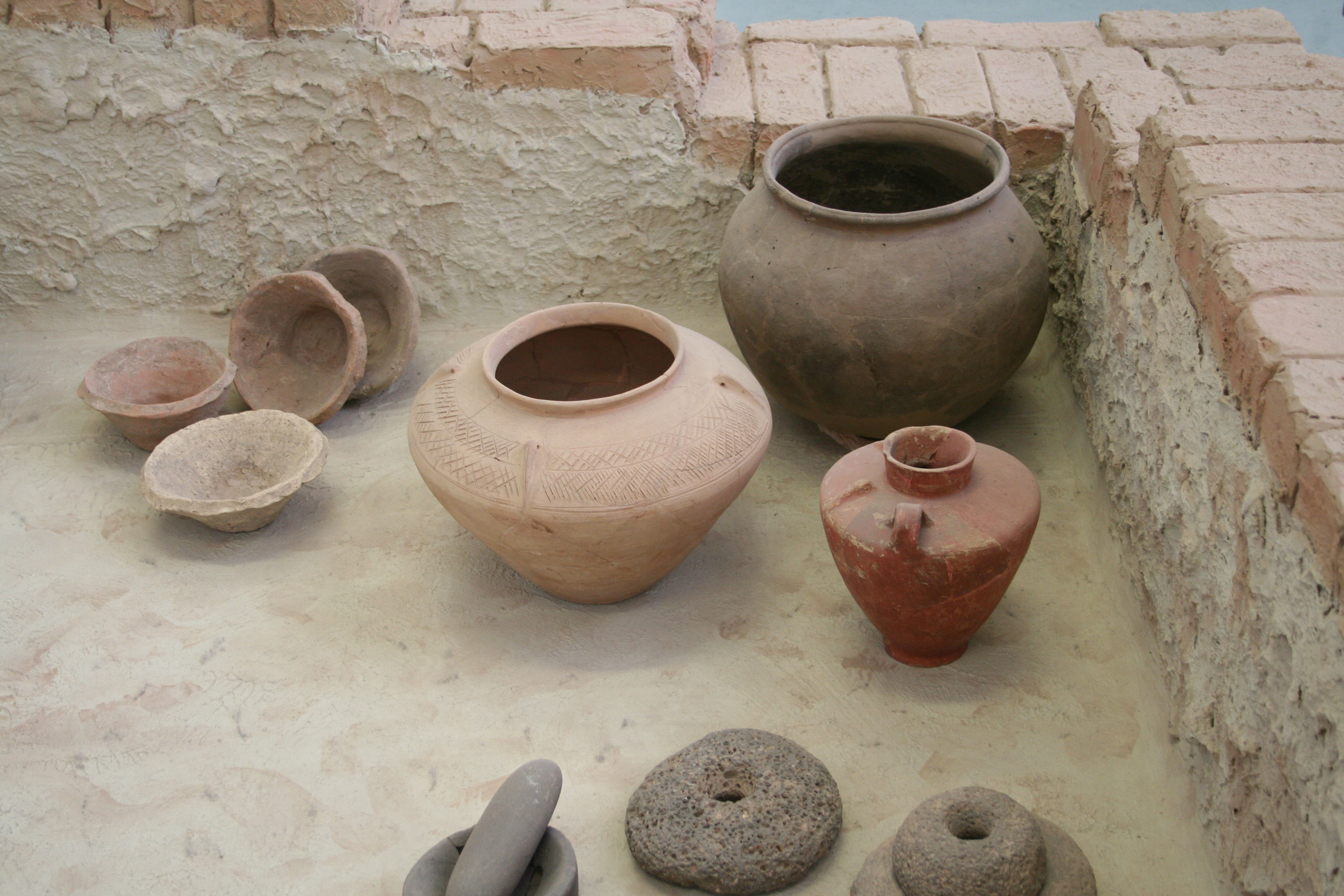
Links zijn de opmerkelijk eenvoudige kommen te zien uit de Urukperiode, de beveled-rim bowls

Opmerkelijk is het verschil in aardewerk met de voorgaande culturen. Waar het aardewerk van eerdere culturen mooi vormgegeven en beschilderd waren, zijn van deze periode veel onbewerkte eenvoudige schalen en potten teruggevonden. Dit lijkt een antwoord op de toegenomen bevolking, waarop massaproductie het antwoord was. Dit werd mogelijk met de uitvinding van het pottenbakkerswiel. De zogenaamde beveled-rim bowls worden overal in de invloedssfeer van Uruk aangetroffen. Er is nog onenigheid over waar dit typische en erg eenvoudige aardewerk voor gebruikt werd. Er werd echter ook aardewerk van betere kwaliteit vervaardigd; er waren ware kunstwerken bij, zoals de Vaas van Uruk, een vaas van albast die nu in het museum voor oudheden van Bagdad staat.
Aan het einde van de Urukperiode verdwenen de contacten tussen Uruk en de gebieden buiten Babylonië. Lokale culturen namen het daarbij over, waarbij het schrift verdween. Een uitzondering hierop was Susiana waar geen fragmentatie optrad, maar een proto-Elamitische staat ontstond met een proto-Elamitisch schrift, gebaseerd op dat van Uruk.
Wat er in Uruk zelf is gebeurd is onduidelijk. Uruk IV werd verwoest, waarna Uruk III werd gebouwd op deze laag. De tabletten uit deze Jemdet Nasr-periode zijn uitvoeriger dan eerder en hoewel het contact buiten Babylonië dus verdween, ontwikkelden binnen Babylonië meerdere centra zich naast Uruk, dat van belang bleef.

### Vroeg-Dynastieke periode (2900 - 2350 v.Chr.)

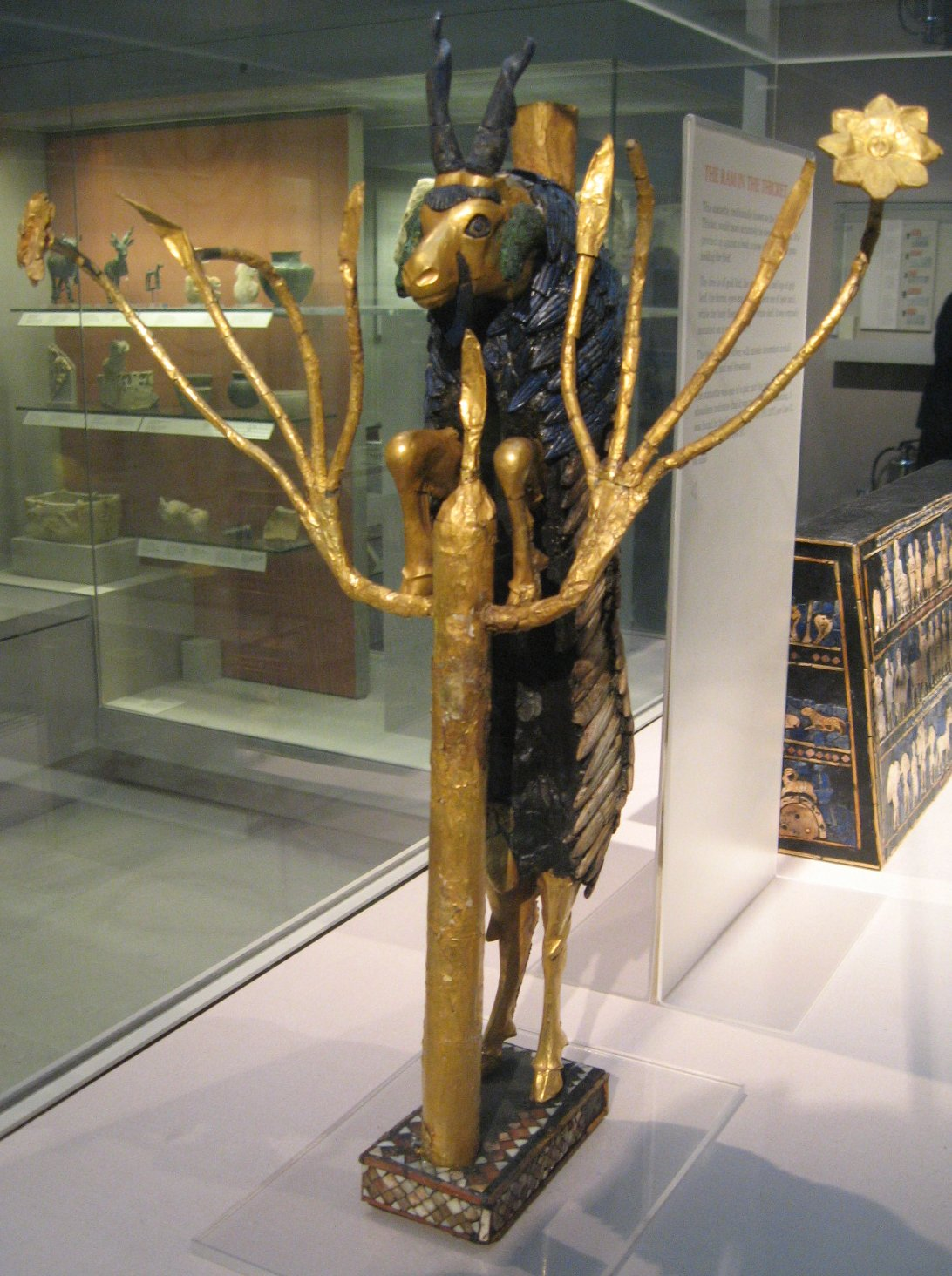
Ram in het struikgewas. Dit beeldje dateert van 2600-2400 v.Chr., is afkomstig uit Ur en is gemaakt van onder andere bladgoud en lapis lazuli

Tijdens de Vroeg-dynastieke Periode zag Babylonië de ontwikkeling van zo'n 35 stadstaten met elk een eigen godheid die de stad gesticht zou hebben, zoals Inanna in Uruk, Nanna in Ur en Enlil in Nippur. De stadstaten deelden een religieus systeem, waarbij Uruk een centrale rol speelde. Naast de eigen god is dan ook in veel steden een cultus rond Inanna te vinden. Op enig moment verschoof de cultus naar die van Nippur en werd Enlil de leidende godheid die deze tot in de achttiende eeuw v.Chr. zou behouden. Daarmee verwierf deze stad, die militair niet sterk was, een religieus gezag.

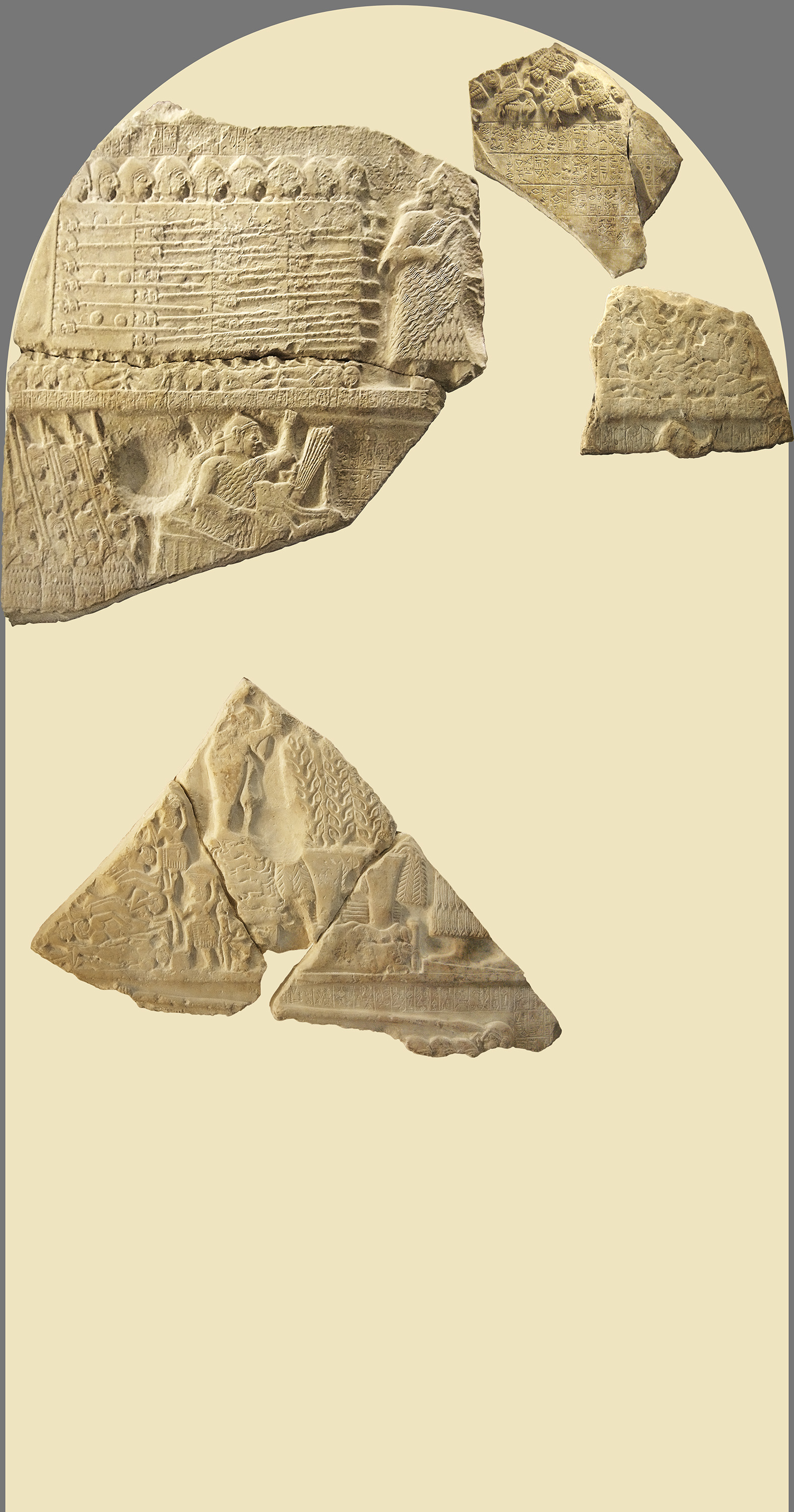
De Gierenstele beschrijft de overwinning van Lagasj op Umma. Deze zijde toont koning Eannatum die de strijd aanvoert. De andere zijde toont de godheid Ningirsu. Het laat daarmee de samenwerking tussen het militaire en het religieuze gezag zien

Elke stad had het directe gebied rond zich in gebruik voor landbouw en het hoeden van vee. Aanvankelijk had elke stad voldoende ruimte, maar door bevolkingsgroei en mogelijk een droger klimaat kwam dit onder druk te staan en daarmee de relatie met de omliggende steden. Dit leidde tot conflicten waarbij aanvankelijk tijdelijk een militaire leider werd aangesteld. Gaandeweg ontstond er frictie tussen de geestelijke en de militaire leiders, waarbij de laatsten in veel gevallen steeds meer macht naar zich toe wisten te trekken. Zo kwam het tot een overgang van wat Goudsblom religieus-agrarische regimes noemde naar militair-agrarische regimes. Naast de tempels werden er nu ook paleizen voor koningen gebouwd.
De koningen beschouwden elkaar als gelijkwaardig, wat tot uiting kwam in onderlinge giften. Kisj lijkt daarbij wel enig gezag te hebben gehad over de andere steden, al was dit beperkt. Er was echter ook de nodige onderlinge strijd. Een conflict waarover relatief veel is overgeleverd, is dat tussen Umma en Lagasj. Mesilim, de koning van Kisj, zou rond 2600 v.Chr. de grens tussen de twee steden zou hebben aangeduid. Rond 2500 v.Chr. zou daarna het eerste conflict zijn ontstaan, wat daarna zeker 150 jaar zou voortduren. Doordat de bronnen beperkt zijn tot Lagasj is het moeilijk om hier de ware toedracht te achterhalen. Niet alle contacten waren echter vijandig. Ook andere steden streden tegen elkaar, waarbij steeds een stad de dominante rol in handen had. Dit resulteerde in een ideologie die stelde dat het goddelijke koningschap van Soemer circuleerde tussen de steden. Het idee dat er maar een goddelijke leider kan zijn, komt naar voren in de Soemerische Koningslijst waarbij dynastieën van verschillende steden na elkaar worden genoemd, ook als zij gelijktijdig regeerden. Lugalzagezi van Umma wist een flink deel van Soemer te veroveren en werd daarmee de laatste Soemerische koning.
Hoewel er met de stadstaten een politieke verdeeldheid was en er naast het Soemerisch ook een Semitische taal werd gesproken, was er wel een culturele eenheid. Het spijkerschrift ontwikkelde zich door het toenemend gebruik van lettergrepen steeds meer van logografisch schrift — waarbij hele woorden worden uitgedrukt met een eigen symbool, wat veel tekens vereist — tot een syllabisch schrift.
Naast de economische werken ontstond in deze periode ook een literair genre, zoals het Gilgamesj-epos, al is dat slechts bekend van versies uit latere periodes.
Hoewel het contact met de meeste regio's buiten Babylonië sterk afnam, werd het juist verstevigd met Dilmun in de Perzische Golf. Het lijkt erop dat dit op het eiland Bahrein was gelegen en het diende als doorvoerhaven voor koper — uit de mijnen van Magan, waarschijnlijk het huidige Oman — en hout.

## Proto-Elamitische periode
Ten oosten van Babylonië was Susiana beïnvloed door Uruk en had onder meer het protoschrift overgenomen. Aan het einde van de Urukperiode verdween die invloed en ontstond een lokale cultuur, de proto-Elamitische cultuur, die meer beïnvloed werd door het Iraanse achterland. Hier verdween het schrift niet, zoals dat wel het geval was in de rest van het Nabije Oosten buiten Babylonië. Uit het protospijkerschrift van Uruk ontwikkelde zich het proto-Elamitisch, waarvan vooral in de stad Susa veel tabletten terug zijn gevonden.
Naast in het laagland Susa, die al in de Urukperiode van belang was, nam in het Zagrosgebergte ook Ansjan in belang toe. Dit zal nog geen staat zijn geweest die het gehele gebied beheerste, maar vanuit Babylonië werd dit al Elam genoemd. Lagasj kwam in conflict met Elam, waarschijnlijk vanwege de toegang tot de handelsroutes vanuit de Perzische Golf.

## Ninevite V
In Assyrië verdween zoals gezegd het schrift. Hierdoor is er minder zicht op de ontwikkelingen, wat misschien onterecht minder aandacht tot gevolg heeft. Na de Urukperiode ontstonden hier lokale culturen, waarbij ten westen van de Eufraat geen regionale eenheid valt te onderscheiden.Ten oosten van de Eufraat ontstond wel een herkenbare cultuur, Ninevite V. Ook hier maakten stadstaten de dienst uit, zoals Ebla, Mari, Nagar en SHehna. Doordat hier geen irrigatie- maar permanente landbouw werd bedreven, had men een groter gebied nodig om dezelfde opbrengst te verkrijgen, wat maakte dat de stadstaten weliswaar een groter gebied besloegen, maar een lagere bevolkingsdichtheid hadden dan in Babylonië. Hier was het ook al vanaf het begin niet de tempel, maar het paleis dat de stad domineerde. Er zijn aanwijzingen voor een vergelijkbaar verband van handel en oorlog als in het zuiden, maar de details hiervan zijn onbekend. Wel is duidelijk dat Ebla veelvuldig in conflict was met Mari, waarschijnlijk vanwege de handelsroute naar Babylonië. Mogelijk had de stad Tuttul met zijn godheid Dagan een vergelijkbare rol als Nippur in het zuiden. Ook hier werden meerdere talen gesproken, met naast de Semitische talen ook het Hurritisch.

## Oud-Akkadische periode

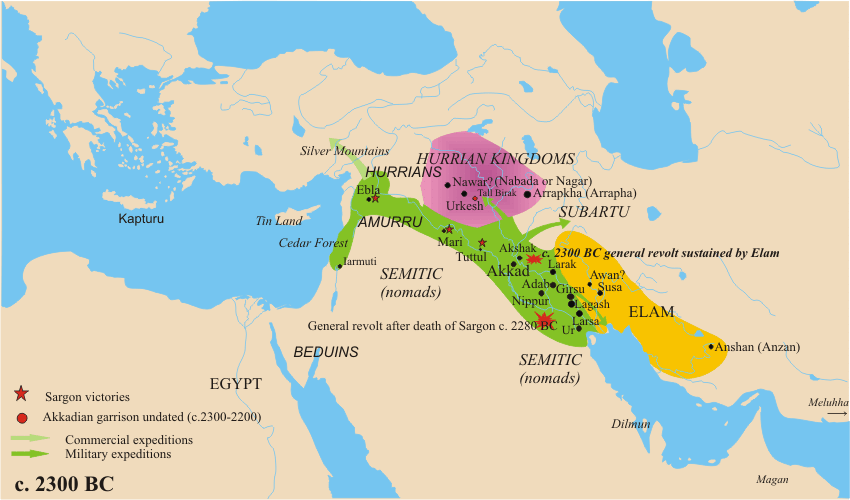
Akkadische Rijk

Hoewel de dynastie van Akkad op dezelfde manier als de voorgaande dynastieën in de Soemerische Koningslijst is opgenomen, is er een groot verschil. Waar eerdere dynastieën eerste onder gelijken waren, kwam er tijdens de oud-Akkadische of Sargonidische periode een einde aan het stelsel van stadstaten. Sargon van Akkad wist vanuit Kisj niet alleen het Soemer van Lugalzagezi te onderwerpen, maar voerde ook veldtochten uit om de hele vruchtbare sikkel aan zich te onderwerpen. Daarbij veroverde hij Tuttul, vernietigde Mari en Ebla en drong door tot aan het cederwoud van Libanon en de zilverberg, de Taurus. Of zijn gezag hier blijvend gevestigd werd, is twijfelachtig, aangezien zijn kleinzoon Naram-Sin hier ook weer veldtochten moest voeren. Mogelijk waren het dan ook niet meer dan rooftochten.
Onder Sargon begon een politiek van centralisatie, zowel politiek, economisch als ideologisch. De koningen van de oude stadstaten werden als gouverneur aangesteld, waarbij de betekenis van ensi mee veranderde van koning naar gouverneur. Dit was niet altijd een succes, omdat hierdoor oude machtsstructuren intact bleven met de nodige opstanden tot gevolg.
Er kwam ook een nieuw belastingsysteem waarbij elke stad een deel van de inkomsten naar Akkad moest sturen. Om de administratie hiervan te vereenvoudigen, werd een standaardisatie in gang gezet met onder meer de gur, een inhoudsmaat die overkomt met ongeveer 300 liter. Ook werden er jaarnamen ingevoerd, waarbij de naam werd afgeleid van een belangrijke gebeurtenis uit het voorgaande jaar. Hoewel plaatselijk het Soemerisch wel in gebruik bleef, werd voor officiële stukken het Akkadisch verplicht.
Om ook het cultussysteem te verenigen, stelde Sargon zijn dochter aan als hogepriesteres van Nanna in Ur, waarbij zij de Soemerische naam Enheduanna aannam. Van haar zijn de tot nu toe oudst bekende literaire teksten waarvan de auteur bekend is. Zo'n vijfhonderd jaar lang zou het priesterschap van Nanna een belangrijke indicatie blijven van politieke macht in Babylonië.
Rimuš, de opvolger van Sargon, wist ook Susa onder zijn beheer te krijgen, om daarna ook daar een centralisatie in te zetten en het Akkadisch in te voeren. In latere periodes lijkt Susa echter een bepaalde mate van autonomie te hebben gekend. Ook voor andere gebieden buiten Babylonië lijkt dat te gelden.

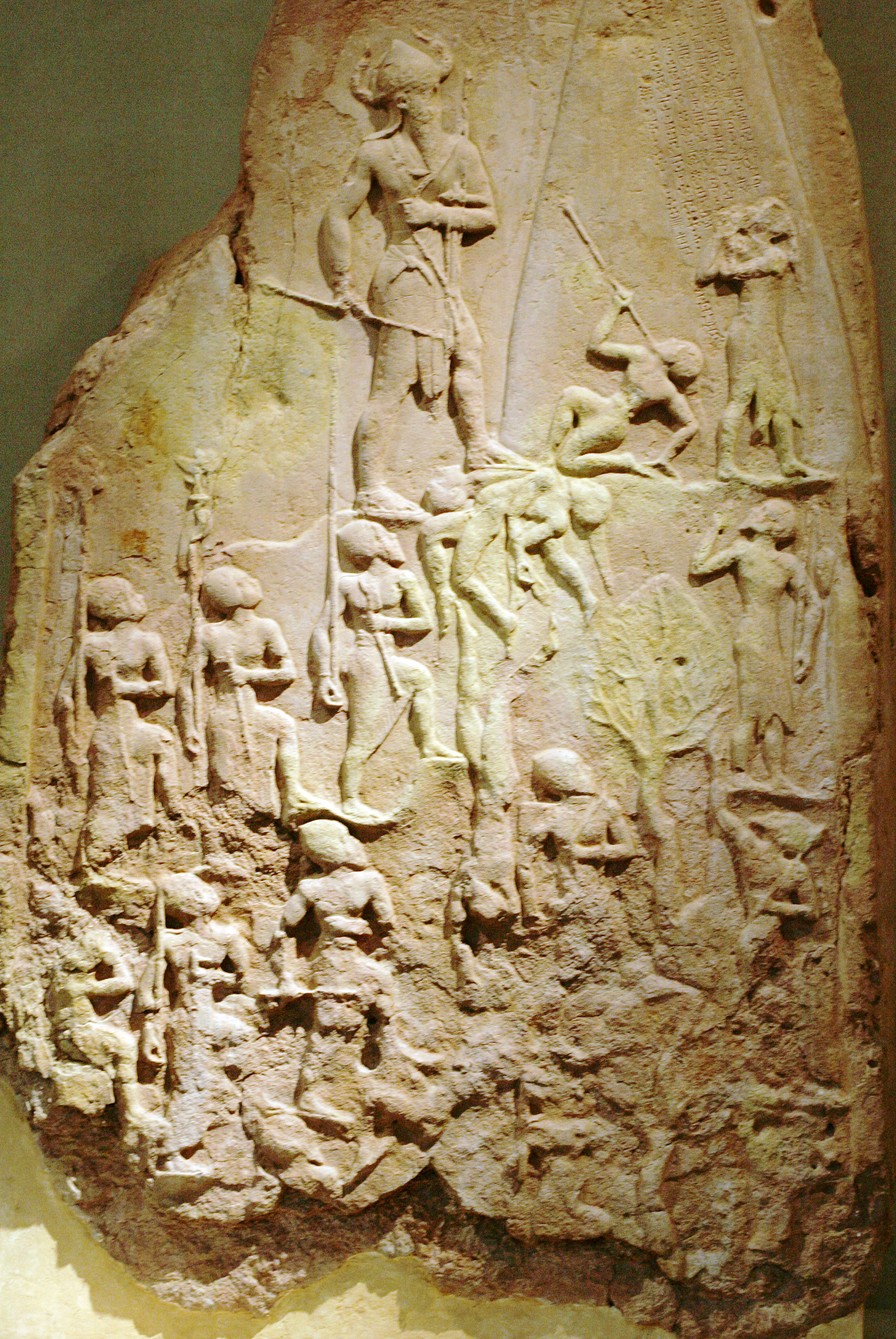
Overwinningsstele van Naram-Sin, waarbij Naram-Sin met gehoornde helm naast de berg Lullubi veel groter is weergegeven dan zijn tegenstanders, waarvan er een in de onderwereld valt

De Akkadische koningen probeerden in toenemende mate hun aanzien te vergroten. Dat begon bij Sargon met zijn naam, in het Akkadisch Sjarru-kin, wat staat voor de koning is legitiem of ware koning. Onder hem kreeg koning van Kisj de betekenis van koning van de wereld, waarbij het goed uitkwam dat Kisj leek op de Akkadische term voor wereld, kisjsjatum. Naram-Sin liet zich na het neerslaan van een grote opstand zelfs tot godheid verheffen.
Niet alleen intern, maar ook extern moest het rijk zich regelmatig verdedigen. Zo lijkt Marhasi tijdens de regering van Sharkalisharri Elam te hebben veroverd, waarna dezen gezamenlijk optrokken tegen Akkad. Ook de Gutaeërs, een bergvolk uit het oosten, vestigden zich niet alleen in Babylonië, maar vielen het regelmatig aan. De regering van Sharkalisharri eindigde dan ook in chaos en zagen de koningen van de Gutaeërs zichzelf als erfgenamen van de dynastie van Akkad. Erridupizir noemde zichzelf naast koning van Gutium ook koning van de vier windstreken. In werkelijkheid keerde echter het systeem van onafhankelijke stadstaten weer terug, zoals Lagasj en Akkad zelf, waar de dynastie van Sargon aan de macht bleef.
Buiten Babylonië konden zich enkele kleine staten ontwikkelen, zoals in het noorden van Assyrië een klein koninkrijk Urkesh en Nawar van Hurritisch-sprekenden. In Mari begon mogelijk rond deze tijd al de shakkanakku-dynastie, de dynastie der generaals. Susa was de hoofdstad van het onafhankelijke Awan van Puzur-Inshushinak uit de Awan-dynastie. Uit deze periode zijn enkele linear-Elamitische teksten gevonden. Wat verder weg lagen Dilmun (waarschijnlijk de streek van Koeweit tot Bahrein) en Magan (de Emiraten en Oman) waarmee handel gedreven werd en soms zelfs expedities naartoe gestuurd werden. Ook met Meluhha, mogelijk de cultuur van Harappa, was contact.
Wat mogelijk bijdroeg aan de neergang van het Akkadische Rijk was een megadroogte die rond 2200 v.Chr. inzette, de 4200 BP megadroogte die mogelijk ook bijdroeg aan het einde van het Oude Rijk in Egypte en nederzettingen uit de Vroege Bronstijd in Anatolië, het Aegeïsche gebied en de Levant.
De eeuw van Akkadische heerschappij en invloed over een groot deel van het Nabije Oosten bleef lang daarna tot de verbeelding spreken en daarbij vooral Sargon en Naram-Sin, al kreeg vooral de laatste al snel ook de nodige kritiek.

## Ur III
Zo'n vijftig jaar nadat Sharkalisharri was verdreven wist Utu-hegal van Uruk de Gutaeërs te verdrijven en het koningschap in het zuiden van Babylonië weer in Soemerische handen te brengen. Na hem wist zijn broer Ur-Nammu heel Babylonië onder zich te brengen met Ur als zijn hoofdstad. Hij breidde zijn macht ook daarbuiten uit in Diyala, wat hem in conflict bracht met het Awan van Puzur-Inshushinak. Ur-Nammu wist echter ook Susa in te nemen en begon daarmee de Derde dynastie van Ur.

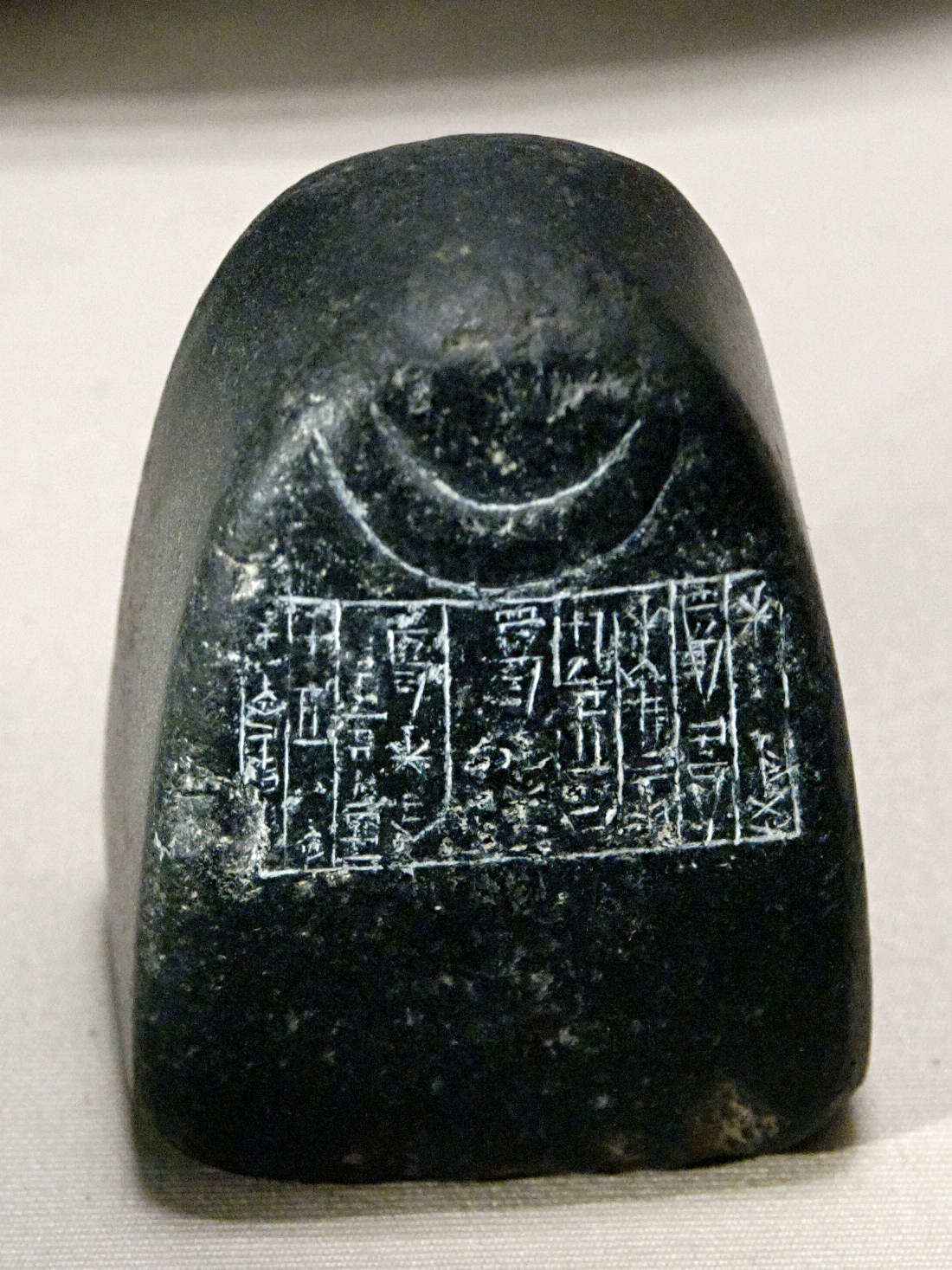
Standaardgewicht van een halve mina met opschrift van Shulgi

Hoewel het gebied onder Ur III kleiner was dan dat van Akkad, wist het wel een grotere centralisatie tot stand te brengen. Dit vond zijn hoogtepunt onder Shulgi die 48 jaar lang regeerde. De kern bestond uit Babylonië en Diyala, die bestuurd werden door gouverneurs of ensi. De militaire leiding lag in handen van generaals of shagina. Elke provincie moest volgens het bala-systeem belasting afdragen aan de dynastie, van waaruit het werd verdeeld. Dit bracht een enorme administratie met zich mee, waarvan een groot deel is overgeleverd. Dit maakt dat deze periode beter beschreven is dan vrijwel elke andere uit de oudheid. Hiermee dreigt enerzijds een bovenmatige aandacht voor deze periode ten koste van de omliggende gebieden, en anderzijds te weinig aandacht voor zaken die buiten de overheidstaken vielen.
Het gebied ten oosten van het kerngebied, waaronder Susa, werd als wingewest bestuurd. Puzrish-Dagan bij Nippur werd door Shulgi gesticht om de opbrengsten uit dit gebied te verzamelen. Daarbuiten werden rooftochten gehouden, maar werd ook via huwelijken met koningsdochters gepoogd om deze Iraanse gebieden te vriend te houden. Ten opzichte van de gebieden in het noorden en westen werd dan weer een diplomatieke houding aangenomen. In Assyrië nam de verstedelijking ook af en mogelijk groeide hier het semi-nomadische bestaan.
Zoals in de Akkad-periode werden dochters en zonen van koninklijke huize aangesteld als priesters van belangrijke cultussen om daarmee een eenheid te scheppen. Koningen werden ook als godheden beschouwd. Uiteindelijk onttrokken zich echter steeds meer steden aan de bala. Tijdens de regering van Ibbi-Sin werd Elam veroverd vanuit Shimashki. Dat betekende niet direct het einde van Ur, tot twee decennia later Ibbi-Sin werd afgevoerd naar Elam.
In deze periode ontstond een nieuwe literaire vorm, de hymne waarin de koning lof werd toegezongen. Na de val lijkt Ur echter grotendeels vergeten door de generaties daarna. Als er al werd geschreven over Ur, dan werden niet de heldendaden van de koningen beschreven zoals wel bij Sargon en Naram-Sin, maar werd de neergang beschreven, zoals in de Rouwklacht over de verwoesting van Ur.

## Babylonië en Assyrië
Na Ur III brak in het gehele Nabije Oosten een periode aan van wedijverende stadstaten, waarvan er altijd enkele dominant waren, maar nooit in staat om het gehele gebied in handen te krijgen. Dit zou vier eeuwen lang het beeld blijven tot de val van Babylon. In Babylonië verjoeg Ishbi-Irra, een voormalige gouverneur van Ibbi-Sin, vanuit Isin de Elamieten uit Ur maakte daarna aanspraak op de titel van koning van Ur. Daarmee zou heel Babylonië onder hem vallen, maar steeds meer steden onttrokken zich aan het gezag van de Eerste dynastie van Isin. Naast Isin groeide Larsa uit tot grote macht in het zuiden, terwijl in het noorden de macht van Babylon groeide. Verder naar het noorden groeiden Eshnunna en Assoer in belang. Voor al deze steden bleef Nippur het religieuze centrum, dat ook bepaalde wie koning van Soemer en Akkad was. Onder Rim-Sin groeide Larsa uit tot de machtigste stad in het zuiden, waarbij centralisatie van het bestuur bijdroeg aan de interne stabiliteit. Dit zou echter niet voldoende zijn om aan de expansiezucht van Hammurabi van Babylon te ontsnappen, die in 1763 v.Chr. het zuiden van Babylonië wist te onderwerpen, een jaar later gevolgd door Eshnunna.
Hammurabi was een Amoriet, een verzamelnaam voor semi-nomadische pastoralisten uit het westen. Dit was geen homogene groep en een deel vestigde zich ook permanent in dorpen en steden. Ze waren semi-nomadisch, omdat zij in de drogere zomer met hun kuddes in dorpen bij de rivier woonden en in de winter hun kuddes lieten grazen op de steppe. Daar waar de dorpen zich in de buurt van een stad bevonden, vielen zij veelal onder die stad en moesten zij belasting afdragen en manschappen leveren. Groepen die daarbuiten vielen werden door de steden nog weleens negatief afgeschilderd als roversbendes. Door het ontbreken van documenten van de Amorieten is dit echter een eenzijdige beeld. Zoals in Babylon kwamen er in meerdere steden Amorieten aan de macht. Dit resulteerde echter niet in een Amoritische cultuur. Men hield het Akkadisch aan als schrijftaal en het Amoritisch is slechts bekend van Amoritische namen in Akkadische teksten. Ook verder namen de nieuwe heersers de bestaande cultuur over.
Waar Ur III een sterk staatsgeleide economie kende, werd dit in deze periode in toenemende mate uitbesteed aan tussenpersonen, bijna voor te stellen als een vroege vorm van privatisering. Zo werd het land niet meer bewerkt door boeren in dienst van de overheid, maar werd het land verpacht voor een minimale opbrengst van het land. Ook het innen van belastingen en pacht werd uitbesteed, waarbij deze tussenpersonen de inningen veelal verkochten en omzetten in zilver waarvan zij een deel hielden als verdienste. Het voordeel hiervan was dat deze tussenpersonen niet gebonden waren aan een dynastie, zoals onder Ur III wel het geval was. Het systeem bleef dan ook in stand zodra er een nieuwe dynastie aan de macht kwam, wat de economische voorspoed ten goede kwam. Het systeem werkte uiteindelijk echter niet goed, doordat de inningen zo hoog waren, dat er na een misoogst al snel te weinig overbleef voor eigen gebruik. Er konden dan leningen worden aangegaan bij de tussenpersonen, waarvan de rente echter zeer hoog kon zijn. Om crises te boven te komen, werd wel overgegaan tot nietigverklaringen van schulden door koningen, tuppam hepum of het breken van de tafelen, zoals onder Ammisaduka van Babylon.
Na verdreven te zijn uit Ur, voorkwam de macht van Isin dat Elam veel invloed uit kon oefenen in het zuiden van Babylonië. Toen na een eeuw echter de macht van Isin afnam, kreeg Elam te maken met aanvallen vanuit Larsa, waarop de Elamieten bondgenootschappen aangingen met Isin, Uruk en andere steden. In het noorden van Babylonië nam Elam in 1766 v.Chr. deel aan een coalitie van Babylon en Mari tegen Eshnunna en nadat deze was verslagen, reikte de invloed van Elam tot in het noorden van Assyrië. Ook hier was het echter Hammurabi die in 1764 v.Chr. met Yamkhad en Mari een einde maakte aan de macht van Elam.

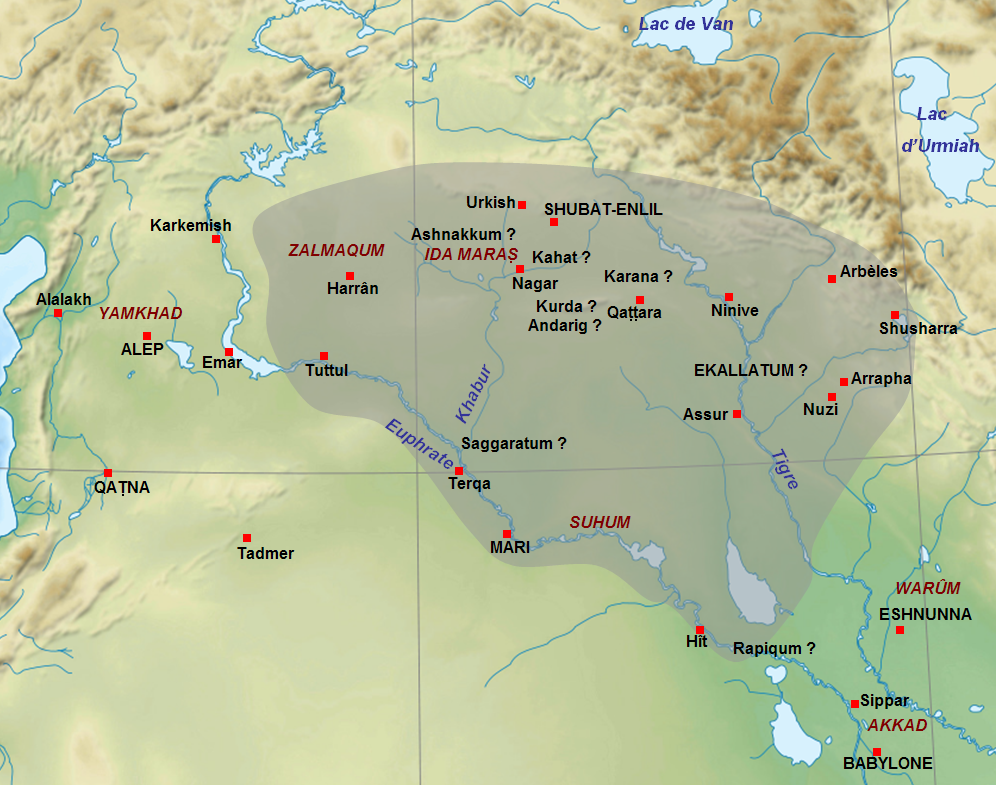
Het rijk van Sajmsji-Adad I

In Assyrië was in deze een vergelijkbaar patroon te zien als in Babylonië, met veel onafhankelijke stadstaten. Assoer in het zuiden was hier de spil in een groot handelsnetwerk voor tin uit het oosten, textiel uit Babylonië en zilver en goud uit Anatolië. In Anatolië hadden zich Assyrische handelaren gevestigd in een karum, een handelsnederzetting, in Kanesh, waarvan veel correspondentie is teruggevonden in de vorm van kleitabletten. Aangezien Assoer tijdens deze oud-Assyrische periode weinig overwicht had ten opzichte van zijn buren, werden er verdragen gesloten om de doorgang van handelaren naar Anatolië, Babylonië en Iran mogelijk te maken. In 1807 v.Chr. greep Sjamsji-Adad I de macht in Assoer en begon hij zijn Koninkrijk van Opper-Mesopotamië uit te bouwen.
Na de shakkanakku-dynastie in Mari kwam er daar een einde aan de voorspoed en mogelijk zelfs de bewoning. Halverwege de negentiende eeuw v.Chr. kwam er echter een nieuwe dynastie van waarschijnlijk Amoritische afkomst, de Lim-dynastie. Onder Yahdun-Lim breidde Mari zijn grondgebied flink uit, maar hij werd vermoord door zijn eigen dienaren. Enkele jaren later wist Sjamsji-Adad Mari te veroveren en toe te voegen aan zijn koninkrijk. Na diens dood viel het rijk echter uit elkaar, waarna Zimri-Lim (ca. 1775-1762) de macht greep in Mari. De Mari-brieven die werden gevonden in het paleis van Zimri-Lim beschrijven niet alleen Mari, maar daarnaast ook de economische, politieke, culturele en religieuze verhoudingen met de staten van het Nabije Oosten, zodat door deze brieven een voor deze tijd ongekende mate van details bekend zijn. Ondanks of misschien juist door deze bloeiperiode kwam het definitieve einde van deze dynastie in 1761 v.Chr. als gevolg van de expansiezucht van Hammurabi, zelfs al was Zimri-Lim altijd een trouwe bondgenoot geweest.
Yamkhad rond Aleppo was lang in conflict met de stad Qatna dat gesteund werd door Sjamsji-Adad. Na diens dood wist Yarim-Lim I het gebied van Yamkhad uit te breiden tot aan de grenzen van Mari, waar zijn schoonzoon Zimri-Lim op de troon zat. Ook Yamkhad was aanvankelijk een bondgenoot van Hammurabi, tot deze Mari veroverde. Door de afstand liep Yamkhad zelf echter geen gevaar en bleef het de belangrijkste macht in het noordwesten van Assyrië, waar het lang de Hettieten uit Anatolië tegenhield, tot Mursili I in 1595 v.Chr. de stad wist te veroveren. In de rest van noordelijk Mesopotamië ging het na 1720 v.Chr. economisch steeds slechter en ontvolkten hele steden.

## Oud-Babylonische periode
Babylon bestond al tijdens de Akkadische periode en had langzaam zijn invloed uitgebreid naar steden als Sippar, Kisj, Dilbat en Marad. Gelegen tussen Eshnunna, Larsa en het Koninkrijk van Opper-Mesopotamië was het aanvankelijk echter van weinig belang. Aan het begin van de regeerperiode van Hammurabi (1792-1750 v.Chr.) was deze mogelijk zelfs ondergeschikt aan Sjamsji-Adad. Door diplomatiek en oorlogsvoering wist hij zijn invloed steeds meer te vergroten en Eshnunna, Larsa en Mari aan zijn rijk toe te voegen en Elam te verslaan. Hoewel hij in Assyrië voorbij Mari geen blijvende successen boekte, was hij aan het einde van zijn regeerperiode de machtigste koning van Mesopotamië. Dit was het begin van de oud-Babylonische periode en zo'n 1500 jaar van dominantie over zuidelijk Mesopotamië. Zijn bekendste monument is Codex Hammurabi, dat niet zoals lang gedacht een codificatie was, maar waarmee Hammurabi zichzelf neerzette als koning van de rechtvaardigheid op wie men kon vertrouwen als men onrecht was aangedaan. Het omvatte besluiten van vroegere individuele gevallen, die vaak door hun hardheid werden gekenmerkt.
Na de dood van Hammurabi verloor zijn opvolger Samsuiluna de macht over het zuiden van Babylonië. Economisch ging het daar echter slecht en begon voor Soemer een donkere periode onder de dynastie van het Zeeland. Een onbedoeld gevolg hiervan was dat kleitabletten, die normaal gesproken steeds werden hergebruikt, nu achter werden gelaten, wat veel heeft bijgedragen aan het onderzoek over deze periode. Het noorden van Babylonië bleef welvarend en de opvolgers van Hammurabi regeerden nog zo'n anderhalve eeuw over dit gebied, langer dan Ur III. Dit lijkt een relatief stabiele periode te zijn geweest, waarvan het omringende gebied weinig bewoning kende. Wel kregen de Babyloniërs in toenemende mate te maken met een tot dan toe onbekende groep, de Kassieten, die later aan de macht zouden komen in Babylon. De enige machten vergelijkbaar met Babylonië lagen ver weg, Yamkhad in het noordwesten van Assyrië en het oud-Hettitische Rijk in Anatolië. Die waren regelmatig met elkaar in conflict, wat uiteindelijk ook het einde betekende van de oud-Babylonische periode toen Hettietenkoning Mursili I in 1595 v.Chr. niet alleen Yamkhad versloeg, maar doortrok naar Babylon en dit plunderde. Hiervan profiteerden de Kassieten door de macht over te nemen.
Hierna brak een donkere periode aan, waarvan de lengte betwist wordt. Aanhangers van de lange chronologie zien dit als een lange periode met grote culturele verschillen tussen de oud-Babylonische periode en de late bronstijd. De aanhangers van de korte chronologie zien een korte periode met vooral culturele continuïteit en zien het minder als een donkere periode, dan wel als een periode waarvan weinig bronnen zijn overgeleverd. Tijdens deze periode verkregen de Kassieten en de Hurrieten politieke dominantie. Hun culturele invloed was gering, doordat zij assimileerden in de bestaande culturen, wat vooral gold voor de Kassieten in de dominante Babylonische cultuur. De Hurrieten waren waarschijnlijk wel verantwoordelijk voor een belangrijke technologische innovatie, het gebruik van paarden met strijdwagens. Daarnaast zijn er waarschijnlijk ook innovaties geweest op het gebied van de zeevaart, waardoor er een uitgebreid handelsnetwerk ontstond in de oostelijke Middellandse Zee.

## De late bronstijd,The Great Powers' Club

Amarna-periode

Einde van de late bronstijd

Na de donkere periode ontstond wat Liverani een internationaal systeem noemde van de The Great Powers' Club en Cline het Gouden Tijdperk van internationalisme en mondialisering gedurende de late bronstijd. Waar eerder nog vooral sprake was van stadstaten — met soms weliswaar verregaande invloed — kan er in deze periode steeds meer gesproken worden van territoriale staten met een sterk centraal gezag, zoals in Egypte al veel langer het geval was. De grote mogendheden waren het Kassitisch Babylon, het Nieuw-Hettitische Rijk of Hatti in Anatolië, Mittani en daarna Assyrië in noordelijk Mesopotamië, en Egypte. Daarnaast waren er kleinere staten, zoals Elam in het oosten en in het Aegeïsche gebied in het westen Mycene, dat soms ook wel tot de grote mogendheden werd gerekend. Daarnaast waren er nog stadstaten, zoals in het het Syro-Palestijnse kustgebied, die afhankelijk waren van een van de grote mogendheden.
Na de neergang in de zestiende eeuw v.Chr. met een afnemende verstedelijking en een toename van pastoralisten, zag het einde van deze eeuw een ommekeer. Door het vrijwel ontbreken van bronnen uit deze donkere periode, is het moeilijk te duiden wat hier de oorzaken van zijn geweest. Uit het verbrokkelde politieke landschap ontstonden echter territoriale staten die aan elkaar gewaagd waren. Naast een uitgebreid handelsnetwerk, ontstond ook een intensief diplomatiek verkeer. Het bekendste verdrag van deze periode is het Verdrag van Kadesh (1259 v.Chr.) tussen Hattusili III van Hatti en Ramses II van Egypte, vijftien jaar na de Slag bij Kadesh. Deze slag zag mogelijk het grootste aantal strijdwagens ooit. Dit was de bezegeling van een lange periode van een niet-rechtstreekse strijd tussen de Hettieten en Egypte, waarbij de eersten hun invloed over vazalstaten in de Levant steeds verder zuidwaarts wisten uit te breiden.
Ramses trouwde een dochter van Hattusili, die daarna de Eyptische naam Maathorneferure kreeg. Ook dit soort dynastieke huwelijken vond veelvuldig plaats. Een poging daartoe mondde in de eeuw daarvoor uit in de zaak-Zannanza, waarbij een weduwe van de Egyptische koning aan Suppiluliuma I schreef met het verzoek om een van zijn zonen als huwelijkskandidaat te sturen. Toen Zannanza vermoord werd, was dit aanleiding tot een reeks veldslagen in de Levant waarbij Suppiluliuma veel vazalstaten van Egypte aan zich wist te onderwerpen.
Uniek aan deze periode is dat er niet alleen veel correspondentie bewaard is gebleven, maar ook in de verschillende staten, soms over hetzelfde onderwerp. Dit maakt het mogelijk om situaties vanuit meerdere gezichtspunten te bekijken. Uitzonderingen hierop zijn Mittani, waarvan vrijwel geen documenten zijn overgeleverd, en de Syro-Palestijnse steden. De belangrijkste collectie zijn de Amarna-brieven die zijn gevonden in Achetaton, tegenwoordig Amarna geheten. Hieruit blijkt dat de koningen van de grote mogendheden in veelvuldig contact met elkaar stonden en elkaar als gelijken, als broeders beschouwden. Dit werd bekrachtigd met giften waarbij een evenwichtige wederkerigheid gold, er werd een gelijkwaardige tegenprestatie verwacht. Daarnaast was er ook correspondentie met de ondergeschikte koningen van de Syro-Palestijnse steden, die als zonen werden aangeduid. Tussen de elites van de verschillende staten bestond er dan ook een grotere overeenkomst dan met de onderdanen. In Assyrië heette deze elite maryannu, wat aanvankelijk de strijdwagenkrijgers van Mitanni waren. De scheiding tussen elite en onderdanen werd ver doorgevoerd, zoals met de bouw van nieuwe hoofdsteden:
- Al-Untash-Napirisha in Elam
- Dur-Kurigalzu in Babylonië
- Kar-Tukulti-Ninurta in Assyrië
- Achetaton en Per-Ramesse in Egypte

Van het uitgebreide handelsnetwerk getuigt onder meer het schip van Uluburun dat is gevonden aan de zuidwestkust van Anatolië. De grote verscheidenheid aan goederen maakt dat het niet mogelijk is om de herkomst van het schip af te leiden, wat een aardige indicatie is van de internationalisering gedurende deze periode. Een belangrijke spil hierin was Ugarit.
Het economische systeem leek op dat van de voorgaande periode, alleen ontbrak het aan de nietigverklaringen van schulden. Een groter deel van de bevolking verviel dan ook tot schuldslavernij. Veel groepen ontvluchtten deze situatie dan ook om zich te vestigen buiten het bereik van hun heerser. Dit verlies aan mankracht verzwakte de staten, zodat in veel verdragen dan ook de clausule is opgenomen dat vluchtelingen over worden gedragen aan hun oorspronkelijke heerser. Desondanks is het waarschijnlijk dat deze vlucht voor schuldslavernij bij heeft gedragen aan het uiteindelijke instorten van het systeem.

### Mitanni
De geschiedenis van Mitanni is lastig te achterhalen, omdat er vrijwel geen eigen teksten zijn overgeleverd en men overgeleverd is aan verslagen van buurlanden. Daarnaast is ook de chronologie lastig te bepalen. Na de ineenstorting van Amoritisch Babylon wisten de Hurrieten in ieder geval het machtsvacuüm in Assyrië te vullen en aan het einde van de donkere periode was Mitanni de machtigste staat in Mesopotamië en de enige die in staat was de Egyptische opmars te stuiten.
Na de aanvankelijke strijd tussen Egypte onder Amenhotep II en het Mitanni van Shaushtatar ontstond een alliantie tussen de twee staten, waarbij de nodige Hurritische prinsessen uitgehuwelijkt werden aan de farao's. Mitanni begon echter uiteen te vallen na de dood van Shuttarna II. Tushratta werd, waarschijnlijk zeer jong en voorbestemd om slechts als stroman te dienen, op de troon geplaatst door de onbekende moordenaar van zijn broer Artashumara. Amenhotep III van Egypte nam aanstoot aan deze situatie en had alle diplomatieke relaties verbroken tot Tushratta erin slaagde de moordenaar terecht te stellen.
Artatama II, een andere broer en rivaal van Tushratta, was echter ondertussen een verbond aangegaan met de Hettitische koning Suppiluliuma I. Deze laatste viel Mitanni binnen om daar de vazalstaten in het westen onder zich te brengen. Zo werd Artatama koning van de Hurri, terwijl Tushratta koning van Mitanni was. Uiteindelijk werd Tushratta vermoord door een groep onder leiding van mogelijk Shuttarna III, zoon van Artatama II. Shuttarna verving zijn bondgenootschap met Hatti door dat met de opkomende staat van het Midden-Assyrische Rijk. Dit wekte de wrevel van Suppiluliuma die daarop Shattiwaza, een zoon van Tushratta, op de troon van Mitanni plaatste. Zo was het eens machtige Mitanni verdeeld in een Hettitische vazalstaat in het westen en een Assyrische vazalstaat in het oosten.

### Nieuw-Hettitische Rijk
Van de Hettieten zijn juist relatief veel teksten overgeleverd, vooral in de hoofdstad Hattusa in centraal Anatolië. Verdragen gaven vaak ook de verhoudingen met de betreffende staat weer uit het verleden, al zijn dit naar de aard sterk gekleurde verslagen. De chronologie is echter moeilijk, onder meer doordat veel koningen dezelfde namen hadden, zonder de moderne nummering. Jaartallen zijn daarom altijd slechts bij benadering. Na de bloeiperiode van het oud-Hettitische Rijk kenden ook de Hettieten een zwakke periode, waaraan onder Suppiluliuma I een einde kwam, wat het begin markeert van het Nieuw-Hettitische Rijk of Hatti. Suppiluliuma wist de Hettitische invloed vooral richting het zuiden uit te breiden, waarbij het westen van Mitanni een vazalstaat werd en de Egyptische invloed terug werd gedrongen tot voorbij Damascus. Onder Mursili II werd Arzawa in het westen van Anatolië verslagen en werden de Kaskiërs in het noorden aangevallen. Deze laatsten bleven echter een gevaar en wisten tijdens de regeerperiode van Muwatalli II Hattusa in te nemen. In het zuiden had Muwatalli meer succes tijdens de slag bij Kadesh. Zijn broer, de latere koning Hattusili III, wist Hatussa en de heilige plaats Nerik terug te veroveren.
Ruim een eeuw na de dynastieke problemen in Mitanni begonnen in Hatti vergelijkbare zaken te spelen. Koning Tudhaliya IV, zoon van Hattusili, kreeg te maken met aanspraken op de troon van Kurunta, een broer van Mursili III, die mogelijk ook even koning is geweest. Tudhaliya wist de troon uiteindelijk te behouden, maar had daarnaast te maken met opstanden in het westen van onder meer Ahhiyawa, waarschijnlijk Myceners, en aanvallen van Tukulti-Ninurta I van Assyrië. Onder Suppiluliuma II kwam er een einde aan het Hettitische rijk.
Net als Mitanni was Hatti geen culturele en politieke eenheidsstaat, maar bestond uit vazalstaten rond het kerngebied in Anatalië. Deze vazalliteit is wel vergeleken met dat tijdens de Europese Middeleeuwen. Lokale dynastieën bleven veelal aan de macht en wisselden dan ook nog weleens naar een andere staat. Ook werden er verschillende talen gesproken en geschreven, zoals Hattisch, Hettitisch, Hurritisch, Palaïsch en Luwisch. Ook Soemerische en Akkadische teksten zijn aangetroffen.

### Levant
De Levant lag ingeklemd tussen de grootmachten en was politiek versplinterd. In de Amarna-brieven is correspondentie gericht aan de farao aangetroffen van zo'n veertig vazallen uit dit gebied, waaronder welvarende steden als Ugarit, Alalakh en Emar. Het gebrek aan samenhang maakte de steden een speelbal voor de omringende landen, aan wie dan ook afwisselend trouw gezworen werd. De macht van Mitanni reikte aanvankelijk tot aan Kizzuwatna in het westen en Kadesj in het zuiden. Onder de achttiende dynastie begon Egypte echter aan een opmars en wist de macht uit te breiden tot aan Ugarit aan de kust en Kadesh landinwaarts. In deze periode viel de Slag bij Megiddo, de eerste veldslag waarvan de beschrijving bewaard is gebleven. Egypte liet het bestuur niet slechts over aan vazallen, maar richtte drie provincies in, Amurru, Upe en Kanaän, met elk een Egyptische beambte naast de lokale dynastie.
Nadat Suppiluliuma rond 1340 v.Chr. Mitanni wist te onderwerpen, werd de Egyptische invloed teruggedrongen. Na een relatief stabiele periode deed Egypte onder de negentiende dynastie de invloed weer uit te breiden, maar met de slag bij Kadesh werd dit verhinderd. In dit klimaat wisselenden de lokale koningen met enige regelmaat van heer, soms gedwongen, maar andersom kon ook een mogendheid voor een voldongen feit staan als een machtige lokale koning zich bij hem aanbood. Dit was waarschijnlijk het geval bij Aziru van Amurru die zijn gebied uit wist te breiden onder farao Achnaton, maar zich aansloot bij Suppiluliuma toen deze naar het zuiden oprukte.
Het gebied kende grote welvaart voor de elite, maar ook hier kwam rond 1200 v.Chr. een einde aan het bestaande systeem. Ugarit lijkt tussen 1190 en 1185 verdwenen te zijn, net als Emar kort daarna. Uit de Ugaritische brieven blijkt dat de Zeevolken de stad al langere tijd aanvielen en de neergang zal hier zeker mee te maken hebben gehad. Hoewel een aantal steden wist te overleven, weliswaar met minder welvaart, verdween de Levant hierna voor enkele eeuwen uit de annalen.
De literatuur uit deze periode is vooral teruggevonden in Ugarit, maar ook in onder meer Emar. In de teksten uit Ugarit wordt een godenwereld beschreven met een belangrijke rol voor de stormgod Baäl, waarbij de Baäl-cyclus verhaalt over zijn overwinning op de chaos. Ook zijn er epische gedichten over mythische koningen, zoals het epos van Keret. Dit was niet alleen een verklaring voor het ontstaan van een dynastie, maar ook een vorm van voorouderverering. Deze teksten waren geschreven in het Ugaritisch in het Ugaritisch schrift, het spijkerschrift van die stad dat een van vroegste alfabetische schriften is.
Arbeid was schaarser dan land en dit stimuleerde zoals vaker in de geschiedenis lijfeigenschap. Schuldslavernij kwam dan ook veelvuldig voor en ook hier werd dit op grote schaal ontvlucht. Op deze manier ontstond een groep die de banden met de gemeenschap verbroken had, de habiru. Deze naam duikt op in het hele Nabij Oosten en ook in de Amarna-brieven. Het was geen homogene etnische groep, maar een sociale groep. Afhankelijk van de bron en het tijdperk werden deze mensen als weinig constructief en eerder als storende amok makende elementen in en rond de gevestigde samenleving benoemd, als nomaden of semi-nomaden, rebellen, vogelvrij verklaarden, roversbenden, huurlingen, dienstvolk of slaven, zich verplaatsende werklieden. Deels vindt dit zijn oorsprong in de gekleurde beschrijvingen van stadsbewoners. Anderzijds werden ze door de elite ook wel als nuttig beschouwd, vooral als huurlingen. Zo wist Idrimi met de hulp van de habiru koning te worden van Alalakh.

### Kassitisch Babylon
De Kassitische dynastie maakte gebruik van het machtsvacuüm dat ontstaan was toen Hettietenkoning Mursili I in 1595 v.Chr. Babylon plunderde en de Amoritische dynastie ten val bracht. Net als de Amorieten hadden de Kassieten weinig culturele invloed, maar de sociale structuur werd wel veel meer ingericht volgens familie- en stamverband, zoals bij de Kassieten gebruikelijk. Het ontbreken van wortels in Babylon bevorderde waarschijnlijk de ideologie van de territoriale staat in plaats van die van een dominante stadstaat. Rond 1475 v.Chr. wist Ulamburiash een einde te maken aan de dynastie van het Zeeland in het zuiden en daarmee heel Babylonië voor het eerst sinds Hammurabi weer te verenigen. De macht van de staat blijkt wel uit de bouw van een nieuwe hoofdstad, Dur-Kurigalzu. Archieven die terug zijn gevonden in Nippur laten een sterk gecentraliseerde staat zien. De gouverneur had daarbij naast zijn seculiere taken ook het priesterschap van Enlil in handen. Net als in eerdere tijden, gaf dit een religieus gezag waardoor de gouverneur slechts de koning van Babylonië boven zich geplaatst zag. En hoewel Babylonië daarmee weer een van de grote mogendheden van het Nabije Oosten was, was het niet meer de enige of zelfs belangrijkste, zoals in het verleden. Deze realiteit drong niet altijd even goed door en zo kon Burnaburiash II zich erover beklagen dat Assur-uballit I rechtstreeks correspondeerde met Egypte, terwijl Assyrië een vazal zou zijn van Babylonië. In werkelijkheid was Assur-uballit echter zo machtig dat Burnaburiash diens dochter als hoofdvrouw nam. Wel had Babylonië nog het prestige en zochten heersers legitimatie van hun gezag door goede betrekkingen aan te gaan met de koning van Babylonië. Uiteindelijk kwam de dynastie echter steeds meer onder druk te staan. Kashtiliash IV werd zelfs afgezet door de Assyrische koning Tukulti-Ninurta I, waarna een marionettenregering aan de macht kwam. De Kassieten wisten daarna weer aan de macht te komen, maar in 1155 v.Chr. maakte Elam een einde aan de Kassitische dynastie en werd het beeld van Mardoek afgevoerd naar Susa. De macht kwam daarna in handen van de Tweede dynastie van Isin waarvan Nebukadnezar I de belangrijkste koning was. Hij wist het beeld van Mardoek terug te brengen, maar de neergang van Babylonië liet daarna niet lang op zich wachten
Hoewel zij met het Kassitisch hun eigen taal hadden, zijn de Kassieten zeer belangrijk geweest voor de ontwikkeling van de Akkadische literatuur. Hierbij ontwikkelde zich het Standaard-Babylonisch, afgeleid van het Akkadisch. Ook militaire en religieuze gebeurtenissen inspireerden deze literatuur, waaronder die rond het beeld van Mardoek. Het bekende scheppingsverhaal Enoema Elisj is waarschijnlijk gebaseerd op het terughalen van Mardoek door Nebukadnezar. De Babylonische literatuur zou van grote invloed blijven in het Nabije Oosten.

### Midden-Assyrische periode
De Assyrische geschiedenis is niet ingedeeld in dynastiën, aangezien deze niet te onderscheiden zijn in de koningslijsten. In plaats daarvan wordt wel een onderverdeling gemaakt van oud-, midden- en nieuw-Assyrische periodes, die meer is gebaseerd op de ontwikkeling van de Assyrische taal. Een belangrijke bron vormen de Assyrische koninklijke annalen, waarin de nadruk ligt op de militaire prestaties van de koningen. Dit betekent overigens niet dat de Assyriërs oorlogszuchtiger waren dan hun buren.
Assur lag na de donkere periode in de invloedssfeer van Mitanni en was mogelijk een vazalstaat. Met uiteenvallen van Mitanni kon de stadstaat zijn macht uitbreiden en dat gebeurde dan ook onder Assur-uballit I. Hij wist het oostelijke deel in te lijven en vernietigde daarbij waarschijnlijk ook Nuzi en Arrapha, terwijl de Hettieten van het westelijke deel van Mitanni een vazalstaat maakten. De dood van Assur-uballit betekende een tijdelijke teruggang, maar onder Adad-nirari I, Salmanasser I en Tukulti-Ninurta I werd Assyrië een geduchte macht. Dit resulteerde in veelvuldige conflicten met de Hettieten. Aan deze voorspoedige periode kwam een einde met de moord op Tukulti-Ninurta door diens eigen zoon. Een periode van onrust brak aan, waarvan de Arameeërs gebruik maakten door de nodige steden te veroveren. Onder Assur-resh-ishi I en Tiglat-Pileser I zag Assyrië een opleving en leek de neergang die de buurlanden hadden gezien aan hen voorbij te gaan, maar niet lang daarna verdween Assyrië een eeuw lang uit de annalen.
Op het toppunt van zijn macht liet Tukulti-Ninurta na een conflict met priesters in Assur zijn eigen stad bouwen, Kar-Tukulti-Ninurta. Na zijn dood verviel deze enorme stad echter tot secundaire status. Uit zijn periode zijn ook de Midden-Assyrische wetten bekend. Net als de Codex Hammurabi werden ook deze gekenmerkt door hun hardheid. Daarnaast valt de volledige afhankelijkheid van vrouwen op. Getrouwde vrouwen mochten slechts met sluier de straat op, terwijl het prostituees en slavinnen juist verboden werd op straffe van vijftig slagen en het gieten van pek over het hoofd. Ook iedereen die op de hoogte was van dit vergrijp, maar dit niet meldde, kreeg deze straf te verduren. Concubines werden daarbij overigens beschouwd als eerbare vrouwen. De sluier maakte hier duidelijk aan mannen dat de gesluierde vrouw onder bescherming stond van een andere man, terwijl prostituees vogelvrij waren.

### Midden-Elamitische periode

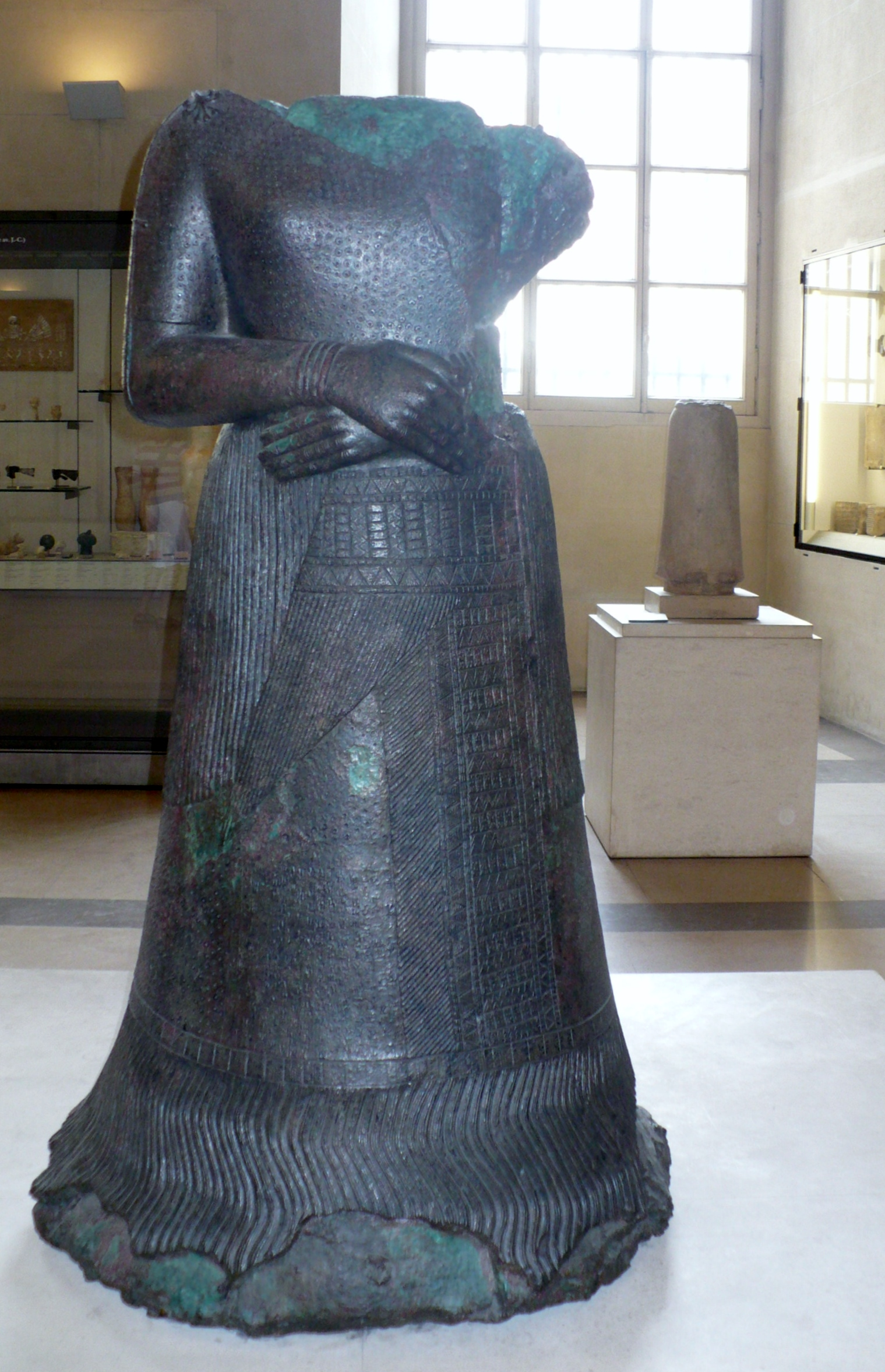
Bronzen beeld van Napirasu, de vrouw van Untash-Napirisha. Het beeld toont de kwaliteit van de metaalbewerking van de Elamieten. Het werd gemaakt volgens de verlorenwasmethode waaraan 1750 kg metaal te pas kwam

Nadat Hammurabi een einde had gemaakt aan de macht van Elam, verdween waarschijnlijk de politieke eenheid tot in de veertiende eeuw v.Chr. Susa en Ansjan onder een heerser vielen. Eerder was het Akkadisch de officiële taal geweest, maar in deze periode werd dat het Elamitisch. Datzelfde proces gold op het religieuze vlak. Waar eerder Mesopotamische goden domineerden, werd in deze rol steeds meer overgenomen door Elamitische goden. De Midden-Elamitische periode begon onder Igi-halki en diens dynastie zou zo'n twee eeuwen aan de macht blijven, afwisselend onder de tak van twee van diens zonen. Hoewel belangrijk, speelde Elam maar een beperkte rol in het internationale systeem die niet voorbij Babylonië en Assyrië ging. Deze dynastie eindigde met Kidin-Hutran III die onder meer Nippur wist in te nemen en Isin aanviel. Na zijn dood kwam een nieuwe dynastie aan de macht en ook hier stond de relatie met Babylonië sterk onder druk. Ondanks dat Shutruk-Nahhunte I gehuwd was met de oudste dochter van de Kassiet Meli-Shipak viel hij diens land binnen en bracht vele monumenten mee terug naar Susa. Mogelijk werd hij vermoord door zijn zoon Kutir-Nahhunte III. Die vond dat hij als zoon van een Kassitische prinses aanspraak maakte op de Babylonische troon en viel dan ook opnieuw dat land binnen, nam het beeld van Mardoek mee naar Susa en beëindigde de Kassitische dynastie. Elam werd de machtigste staat in de regio tot Nebukadnezar I het beeld van Mardoek terughaalde, waarna Elam voor drie eeuwen uit de annalen verdween.
Het grootste project was de bouw van een nieuwe hoofdstad door Untash-Napirisha, naar hem Al-Untash-Napirisha genaamd. De ziggoerat hier was gewijd aan Napirisha, de god van Elam, en Inshushinak, de god van Susa. Het is een van 's werelds best bewaarde ziggoerats.

## Ondergang van het internationale systeem
Aan het einde van de Late Bronstijd kwam er een einde aan het internationalisme en de mondialisering. Rond 1200 v.Chr. verdween het Nieuw-Hettitische Rijk, evenals de paleiscultuur van Mycene en de Minoïsche beschaving. Verder naar het oosten vielen onder meer Ugarit en landinwaarts Emar. Verder naar het zuiden werden ook steden als Hazor en Asjkelon vernietigd. Egypte wist dit lot te voorkomen door onder Merenptah en Ramses III de Zeevolken te verslaan. Assyrië, Babylonië en Elam wisten net als Egypte ondergang te voorkomen, maar het ineenstorten van het internationale systeem had ook hier een sterke achteruitgang tot gevolg.
Vele verschillende verklaringen zijn als oorzaak aangewezen voor deze ineenstorting. Prominent figureren hierin de Zeevolken, maar ook ecologische en technologische oorzaken worden aangehaald, alsook interne wrijvingen, zoals de arbeidsschaarste en de vlucht voor schuldslavernij. Aardbevingen, onderlinge oorlogen en misoogsten en hongersnoden zijn ook terug te vinden in de bronnen van die tijd. Individueel zijn deze echter geen afdoende verklaring voor een gebied dat altijd met deze zaken te maken had gehad. Waarschijnlijk is het dan ook een combinatie van factoren geweest, waarbij door de onderlinge verbondenheid een lokale crisis uit kon groeien tot een regionale.

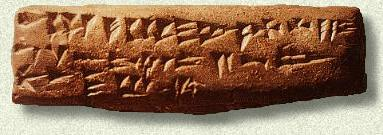
Abecedarium van het Ugaritische schrift

De crisis was niet noodzakelijk slecht voor iedereen. De verschuiving van macht maakte dat gebieden en mensen die eerder ondergeschikt waren, nu in meer of mindere mate een vrijheid en soms ook welvaart verkregen. Zo kon Cyprus profiteren van het verdwijnen van Mycene. Ook konden oude ingeburgerde systemen en technologieën vervangen worden door nieuwere. Zo verving het eenvoudige alfabetische schrift het ingewikkelde spijkerschrift dat afhankelijk was van de paleiseconomie om de benodigde klerken te ondersteunen. IJzer verving op zijn beurt brons, niet alleen omdat het sterker was, maar ook omdat het veelal lokaal aanwezig was, in tegenstelling tot koper en tin. Daar waar paleiseconomieën overleefden, zoals in Egypte, Assyrië en Babylonië, konden de oude technologieën langer ondersteund worden en hier duurde de overgang naar de IJzertijd dan ook langer.
In de plaats van centraal gestuurde paleiseconomiën kwamen handelssteden op met individuele of kleinere groepen handelaren, eerst vanuit Cyprus en de Filistijnse Pentapolis en daarna de Fenicische stadstaten. Aangezien er weinig bronnen terug zijn gevonden uit deze donkere periode, is niet goed bekend hoe deze overgang is verlopen. Er wordt ook wel gewezen op een bepaalde mate van continuïteit, maar er is tussen de twaalfde en tiende eeuw v.Chr. onmiskenbaar sprake van een grote overgang. De belangrijkste groep die hierin naar voren kwam, was die van de Arameeërs. Daarnaast bracht de domesticatie van de kameel ook de Arabieren vanuit de woestijn van het Arabisch Schiereiland in contact met het Nabije Oosten.

## Vroege IJzertijd
Pas rond de negende eeuw v.Chr. zijn er bronnen die weer inzicht beginnen te geven in een groter gebied. Het zijn vooral werken uit Assyrië, dat vanaf deze periode uitgroeide tot de dominante macht in het Nabije Oosten. Andere staten dreigen daarbij onderbelicht te blijven, zoals Babylonië, Elam en het opkomende Urartu in het oosten van Anatolië. In het Syro-Palestijnse gebied was een versplinterd patroon van kleine staten te zien, waaronder de Fenicische stadstaten en de neo-Hettitische vorstendommen, maar ook nieuwkomers waaronder Aram-Damascus, Juda, Israël, Ammon, Moab en Edom. In het westen van Anatolië waren Frygië en Lydië opkomende staten.

### Midden-Babylonische periode
Na de ondergang van de Kassitische dynastie zag Babylonië met de Tweede dynastie van Isin een korte opleving, maar deze was van korte duur. Dynastieën volgden elkaar daarna snel op, van de Tweede dynastie van Het Zeeland, de dynastie van Bazi, de Elamitische dynastie en een reeks van gemengde dynastieën. Zelden volgden twee heersers uit dezelfde familie elkaar op. Veel van deze heersers regeerden slechts over enkele steden, terwijl het platteland werd beheerst door Arameeërs vooral rond de Tigris en Chaldeeën langs de Eufraat. Terwijl de Arameeërs zich buiten de Babylonische samenleving hielden, wisten de Chaldeeën meerdere malen de troon te bemachtigen. Zo namen zij regelmatig de leiding bij de verdediging tegen Assyrische invallen.
De Babylonische macht was niet alleen tot de steden beperkt, ook daarbinnen was de macht van de koningen gelimiteerd. Dit blijkt wel uit een vroege vorstenspiegel, Advies aan een prins. Een koning die geen rekening hield met de privileges van zijn onderdanen zou zwaar gestraft worden.
Naast de god Mardoek begon diens zoon Nabu een steeds belangrijkere rol te spelen en daarmee ook diens cultusstad Borsippa.

### Nieuw-Elamitische periode
Vanaf de laat-achtste eeuw v.Chr. ondersteunde Elam Babylonië tegen Assyrië, regelmatig tegen betaling. Ondanks de politieke instabiliteit wist het een welvaart te vergaren en maakte het de Assyrische opmars lastig. Na een reeks van overwinningen en verliezen wist Assurbanipal (669–627 v.Chr.) in 643 v.Chr. Elam te verslaan. Hierna werd Susa vernietigd, werd zout op de akkers gestrooid en werd de bevolking afgevoerd naar Samaria. Desondanks overleefde een verzwakte Elamitische staat uiteindelijk zelfs Assyrië, tot het in de zesde eeuw v.Chr. deel uit ging maken van het Perzische Rijk.
De overgebleven lokale heren waren in staat om grote welvaart te vergaren, waarschijnlijk door de gunstige ligging aan handelsroutes. Elam beheerste waarschijnlijk niet meer dan de vlaktes van Khuzestan, terwijl in het Zagrosgebergte onder meer de Meden, Manneeërs en Perzen zich uiteindelijk vormden tot staten die Assyrië zouden weerstaan.

### Urartu
In het oosten van Anatolië op de Armeens Hoogland vormde zich het rijk van Biainili, beter bekend onder de Assyrische naam van Urartu. Dit groeide vanuit het gebied rond het Vanmeer uit lokale heersers die zich waarschijnlijk groepeerden tegen Assyrische invallen. De bergen waren voor de Assyriërs onbekend terrein, wat hielp bij de verdediging. Onder Sardur I begon Urartu in de negende eeuw v.Chr. aan een expansie die het in het noorden bracht tot Erebuni en in het zuiden tot de grenzen van Assyrië.
Gebruikmakend van een verzwakt Assyrië wist Sardur II in de achtste eeuw v.Chr. Urartu op het hoogtepunt van de macht te brengen. Het beheerste de handelsroutes van Iran naar de Middellandse Zee en mijnen in Anatolië. Assyrië werd echter hervormd onder Tiglat-Pileser III (744-727 v.Chr.) en deze wist de trend te keren. Ook Sargon II (721-705 v.Chr.) trok op tegen Urartu, maar in de zevende eeuw verbeterde de relatie tussen de twee staten. De dreiging kwam nu van nomadische volkeren uit het noorden, waaronder mogelijk de Cimmeriërs. Ook de Meden en Scythen worden hier wel verantwoordelijk voor gehouden, maar hiervoor ontbreekt hard bewijs. Het is in ieder geval een gewelddadig einde geweest, waarbij veel burchten werden vernietigd. Aan het einde van de zesde eeuw werd het gebied als Armenië onderdeel van het Perzische Rijk.
De Cimmeriërs wisten ook de macht van Frygië, later bij de Grieken bekend vanwege de enorme rijkdom van koning Midas, sterk te beperken nadat zij in 695 v.Chr. de hoofdstad Gordium hadden veroverd op Mita, waarschijnlijk dezelfde als Midas. Frygië had met Urartu daarvoor vooral tegen de Assyriërs gevochten. Na de inperking van de Frygische macht werd de westelijke buur Lydië de belangrijkste macht in het westen van Anatolië.
Er is weinig overgeleverd van de cultuur van Urartu. De taal was verwant met het Hurritisch dat is voortgekomen uit dezelfde taal als het Urartisch. Belangrijke goden waren Haldi, Teisheba en Shiwini.
Metaalbewerking was van een hoogstaand niveau, maar van veel archeologische vondsten is niet bekend waar deze gevonden zijn, wat een goed begrip moeilijk maakt.

### Neo-Hettitische vorstendommen
Waar de ondergang van het internationale systeem in het oosten minder effect had gesorteerd en grote territoriale staten mogelijk bleven, was er in het westen vooral sprake van staatjes die zich vormden rond een stad. In het zuiden van Anatolië en het noordwesten van Syrië beschouwde Karkemish zich als de voortzetting van het Hettitische Rijk. In het midden van de twaalfde eeuw v.Chr. noemde Kuzi-Tesub zichzelf grootkoning van de Hettieten. Al snel daarna volgde echter een versplintering van staatjes die de neo-Hettitische vorstendommen zouden vormen. Deze staten deelden de Luwische taal dat werd geschreven in Anatolische hiërogliefen die al werden gebruikt in het Hettitische Rijk. De belangrijkste staat was Melid rond de stad Malatya waar de heersers stelden af te stammen van Kuzi-Tesub. Ten westen daarvan droegen de koningen namen als Muwatalli en Suppiluliuma om de nalatenschap te benadrukken.
Ondanks de versplintering wisten veel van deze staatjes een rijkdom te verwerven die de afgunst wekten van Assyrië. Ook hier zullen handelsroutes en de beheersing van mijnen een rol hebben gespeeld. De Assyrische koning Salmanasser III (858-824 v.Chr.) wist de neo-Hettiten in de negende eeuw v.Chr. tot vazalstaten te onderwerpen. In periodes van Assyrische zwakte wist Urartu hier zijn invloed uit te breiden, maar in de achtste eeuw v.Chr. onder Tiglat-Pileser III gingen deze staten deel uitmaken van het Assyrische Rijk. In enkele staatjes wisten echter de Arameeërs de macht te verwerven, zoals in Hamath.

### Fenicië
De Fenicische havens Sidon, Tyrus, Byblos en Arwad waren niet vernietigd tijdens de ondergang van het internationale systeem. Door het wegvallen van dit systeem waren de Fenicische steden voor enige tijd niet onderworpen aan een van de grote mogendheden. Dit komt onder meer naar voren in het reisverslag van Wenamoen waarin Wenamoen, een priester van Amon, eropuit werd gestuurd om in Byblos hout te gaan halen. Daar uiteindelijk aangekomen kreeg hij van de vorst Zakar-Baäl te horen dat hij moest betalen. Het oude systeem waarbij giften werden uitgewisseld gold niet meer.
De grootste prestatie van de Feniciërs was echter die als zeevaarders die langs de gehele kust van de Middellandse Zee handelskoloniën vestigden, vooral na het wegvallen van de Myceners. Na het wegvallen van de grote territoriale staten als afnemers, vonden zij een markt in de Neo-Hettitische en Aramese steden, later ook in Assyrië. Toen deze laatste in de achtste eeuw v.Chr. hun macht naar het westen uitbreidden, moesten de Feniciërs tribuut betalen, maar bleven onafhankelijk. Daarmee bleef het handelsnetwerk in stand en konden de Assyriërs zonder veel eigen inspanningen blijven beschikken over de handelswaren die dit opleverde.
De belangrijkste handelskolonie zou vanaf de achtste eeuw v.Chr. Carthago aan de Tunesische kust worden. Het handelsnetwerk kwam echter steeds meer onder druk te staan, eerst door de Grieken en later de Romeinen.

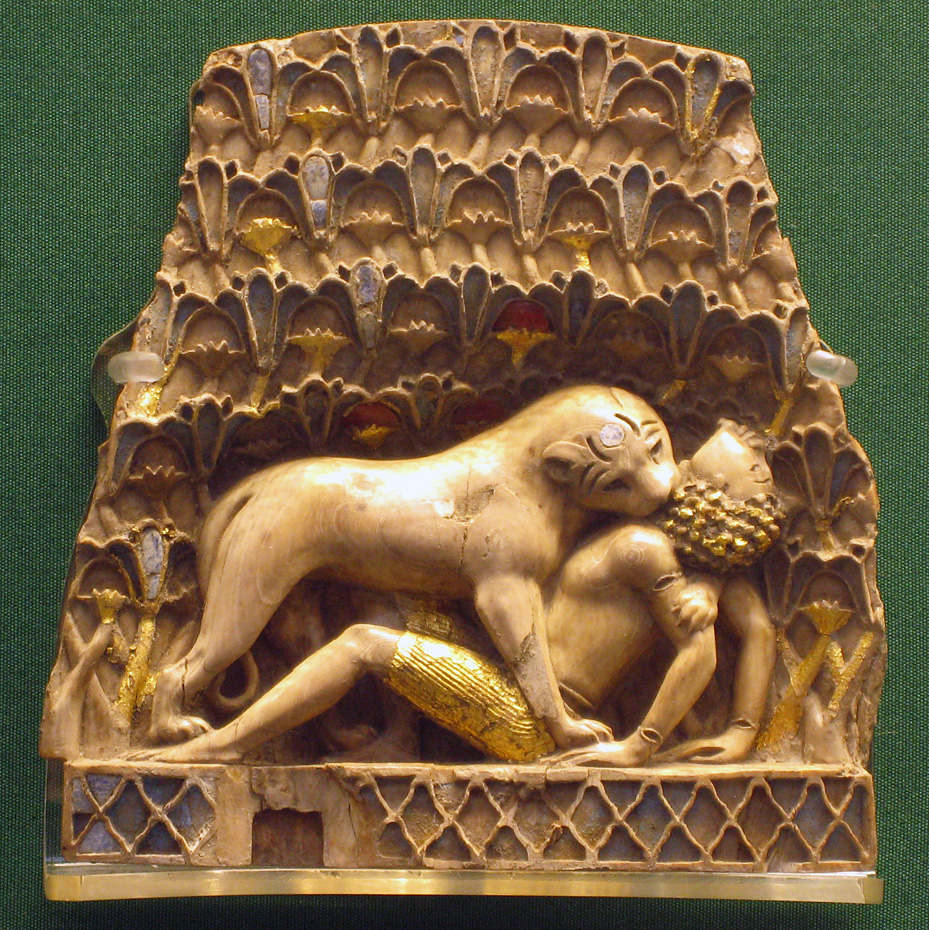
Leeuwin valt een Nubiër aan. Een van de Fenicische ivoren uit Nimrud (Kalhu)

Er is weinig overgeleverd van de Fenicische cultuur. Enerzijds is dit te wijten aan hun gebruik van papyrus en perkament dat slechts in uitzonderlijke gevallen bewaard bleef. Anderzijds zijn de steden altijd bewoond gebleven, wat opgravingen zeer moeilijk maakt. Een blijvende nalatenschap is echter het Fenicisch alfabet dat van grote invloed is geweest op het Aramese, het Hebreeuwse en het Griekse alfabet.

### Israël en Juda
Ook ten zuiden van Fenicië lijken oude tradities te zijn voortgezet in de staatjes van Israël en Juda. Zo zijn goden en mythes uit Ugaritische bronnen zijn terug te vinden in Bijbelse teksten. De Tenach, de Hebreeuwse Bijbel, is geschreven vanuit het perspectief van Juda, vooral na de Babylonische ballingschap. In Babylon waren zij in aanraking gekomen met het Zoroastrisme en voelde zich daarin gestaafd tot haar eigen opvatting van het monotheïsme. Gedurende deze tijd kwam het merendeel van de joodse heilige schriften tot stand, die uitgaan van een exclusief geloof in Jahweh, de god van de tempel van Jeruzalem, dit in tegenstelling tot het alom heersende henotheïsme, waarbij tussen meerdere goden één god een prominente rol vervult.
Israël is mogelijk de opvolger geweest van een staat uit het tweede millennium v.Chr. en was een opener samenleving dan Juda, met een grotere tolerantie voor culturele invloeden van buiten, waaronder de cultussen van El en Baäl. In beide staten zijn echter aanwijzingen gevonden voor de verering van meerdere goden voor de ballingschap, waaronder Asjerah, de vrouw van Jahweh. Het hoogtepunt van de macht lag in de periode van koning Omri, zodat zelfs na de val van diens dynastie de Israëlieten nog wel als Omriden werden aangeduid.
In Juda was er sprake van een stabieler politiek klimaat en lijkt, afgezien van een korte periode, de dynastie van het Huis van David gedurende het gehele bestaan aan de macht te zijn geweest. Juda was echter zwakker dan Israël, hoewel beide staten vanaf de late negende eeuw gedomineerd werden door Damascus tot de Assyriërs in de achtste eeuw v. Chr. naar het westen trokken.
Wat bekend is van deze staten is vooral bekend uit de Tenach. In hoeverre de teksten hieruit bruikbaar zijn, is een ongemeen felle discussie tussen minimalisten en maximalisten. Tot de jaren zeventig van de twintigste eeuw had de laatste methodiek de overhand, vooral onder invloed van de Albright-school in de Verenigde Staten. Daarna begon dit standpunt echter onder druk te staan doordat er steeds meer aandacht kwam voor tegenstrijdige bronnen. Desondanks zijn deze teksten van groot belang, omdat deze inzicht geven in de manier waarop volkeren hun geschiedenis verhaalden en omdat het vanuit het gezichtspunt is geschreven van de slachtoffers van de grote mogendheden, opmerkelijk omdat meestal de versies van de overwinnaars zijn overgeleverd.

### Arameeërs
De belangrijkste macht in het westen gedurende deze periode waren de Arameeërs. Tot de achtste eeuw v.Chr. breidden zij hun macht uit ten koste van onder meer de neo-Hettiten. Het betrof niet een grote staat, maar net als in de rest van het westen kleine stadstaten. De stammenachtergrond kwam naar voren door het gebruik van Bit, zoals bij Bit Agusi, dat gecentreerd was rond de stad Arpad. Voor het volk in zijn geheel werd Aram gebruikt, zoals bij Aram-Damascus, dat uit zou groeien tot de machtigste staat van de Arameeërs.
Al deze staatjes waren veelal verwikkeld in een verbeten onderlinge strijd en zij verenigden zich slechts om een gezamenlijke vijand te bestrijden, zoals tegen de Assyriërs. In veel gevallen kreeg de onderlinge rivaliteit de overhand en werd Assyrië ook wel gebruikt om lokale tegenstanders te verslaan. Vanaf de achtste eeuw v.Chr. verkreeg Assyrië steeds meer de overhand. Lokale heersers bleven aanvankelijk aan en verkregen daarmee een duale rol, als koning van hun volk en als vazal van Assyrië. Nadat Damascus in 732 v.Chr. werd veroverd door Tiglath-Pileser III voerde deze echter ook hier zijn deportatiepolitiek door.
Net als in de omliggende staten zoals de Fenicische en Filistijnse stadstaten en Israël, Ammon, Moab, Edom en in eerste instantie Juda was er sprake van een open samenleving met een mix van talen, goden en culturele gebruiken. Griekse en Arabische handelaren waren welkome gasten en andersom handelde men zelf ook in het buitenland, vooral de Feniciërs. Aramees was dan ook niet de enige taal die gesproken werd. Aramese bronnen zijn zeldzaam en wat overgeleverd is, komt vooral uit Bijbelse en Assyrische bronnen.

## Nieuw-Assyrische periode
Dat Assyrië uit zou groeien tot de dominante macht in het Nabij Oosten was in de tiende eeuw v.Chr. allerminst duidelijk. Het was door Aramese invallen tot weinig meer dan een stadstaat teruggebracht. De wederopstanding van deze militaristische samenleving was er een van vallen en opstaan waarbij twee belangrijke perioden zijn te onderscheiden. In de negende eeuw v.Chr. wist Assyrië zich te herstellen tot de oude omvang ten tijde van de Midden-Assyrische periode. Na een periode van interne strijd werd vanaf halverwege de achtste eeuw v.Chr. pas echt een systematische politiek gevoerd om tot een verenigd rijk te komen.
Met Adad-nirari II kwam de kentering voor Assyrië. Deze vorst slaagde erin het tij te keren en wat omringend gebied onder controle te brengen. Zijn opvolger Tukulti-Ninurta II zorgde voor vrede met Babylonië en kon zo verder zijn macht in de richting van de rivier Habur uitbreiden. Onder zijn zoon Assurnasirpal II werd Assyrië weer echt een macht van formaat, die de oude omvang weer verkreeg. Daarbij werd een politiek van berekende afschrikking (calculated frightfulness) toegepast. In plaats van dure belegeringen tegen een hoofdstad met een volledig leger, werden omliggende steden en dorpen veroverd, waarbij inwoners gemarteld, verkracht, onthoofd en gevild werden. De dreiging van deze terreur was daarna veelal voldoende om de hoofdstad tot overgave te dwingen. Assurnasirpal II verplaatste zijn hof naar Kalhu (Nimrud) dat met monumentale gebouwen 150 jaar lang de hoofdstad zou blijven.

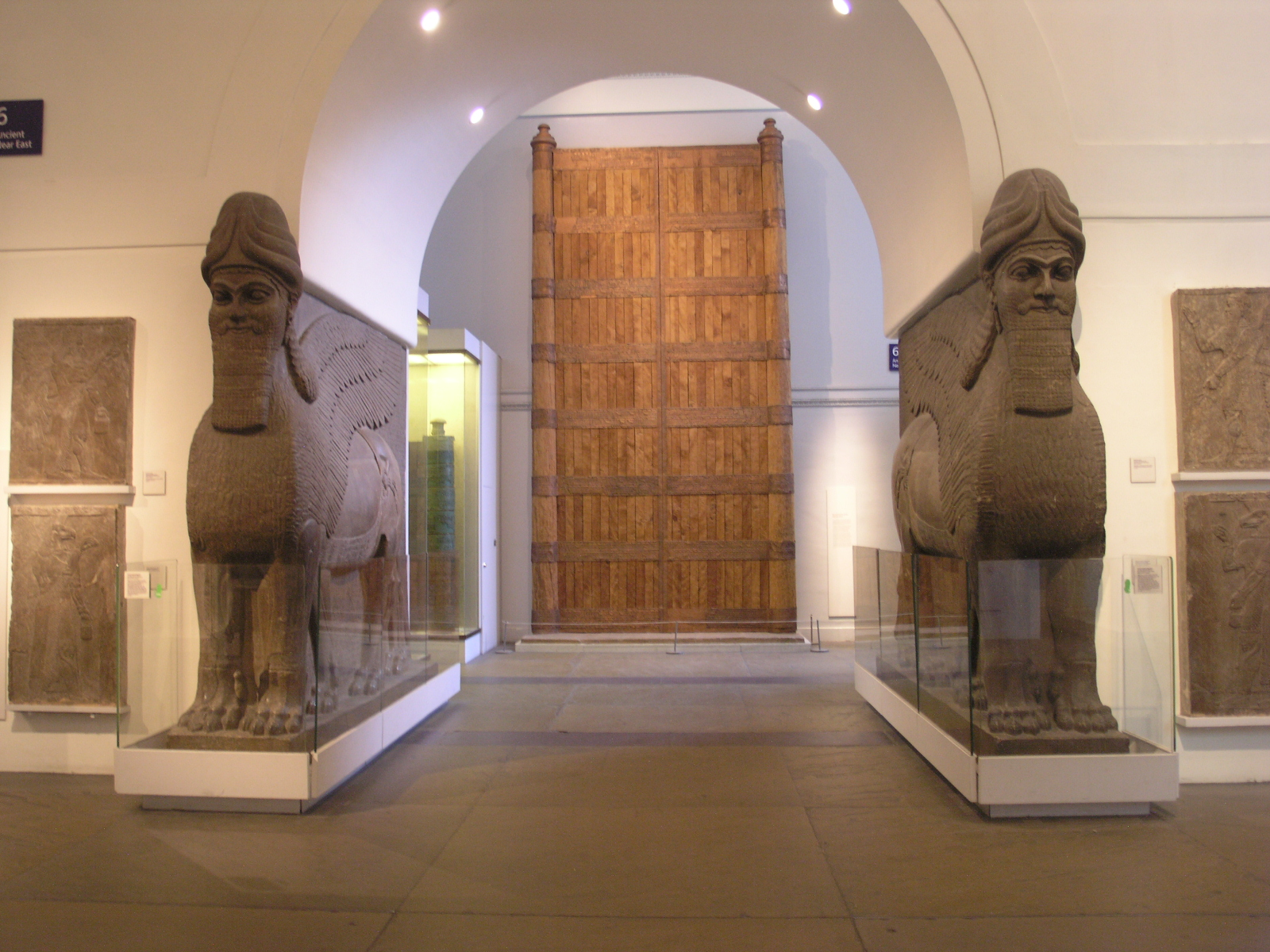
Lamassu's van de poort van het paleis van Ashurnasirpal II in het British Museum

Salmanasser III maakte in het westen Damascus en Israël tot vazalstaten en richtte zich daarna op het noorden waar hij ook de neo-Hettieten waaronder Tabal aan zich onderwierp. Daarna kon hij zich concentreren op Urartu dat ondertussen een tegenstander van formaat was. Deze veldtochten liet hij over aan zijn turtanu Dayyan-Assur, de hoogste militair. Ondanks al deze campagnes was Salmanasser niet uit op uitbreiding van Assyrië en hield dan ook lokale heersers aan in bedwongen staten, de landen onder het juk van Assur. Ook campagnes in Babylonië bleven beperkt tot steun voor Marduk-zakir-shumi I tegen diens broer.
Het verschil tussen de verschillende gebieden kwam naar voren in de ideologie. In Assyrië zelf was de redistributie-economie gebaseerd op afdracht aan de god Assur, terwijl de vazalstaten hun tribuut afdroegen aan de koning zelf. Deze vazalstaten maakten dan ook geen deel uit van bureaucratische inrichting van Assyrië.
Na Salmanasser volgde er een periode van strijd om de troon, waarbij Shamshi-Adad V aanvankelijk een ongunstig verdrag met de Babyloniërs onder Marduk-zakir-shumi I sloot, wat enkele jaren later pas teruggedraaid kon worden. Na hem volgden een aantal vorsten die te kampen hadden met interne problemen. Het rijk berustte tot dusver op het tot vazalschap dwingen van omringende vorsten. Het probleem daarmee was dat zodra de macht in het centrum wat wankelde — bij een troonsopvolging bijvoorbeeld — al die vazallen zich weer onafhankelijk maakten. Ook in Assyrië zelf wisten gouverneurs steeds meer macht naar zichzelf toe te trekken. Turtanu Shamshi-ilu, die onder vier koningen diende, werd mogelijk belangrijker dan de koningen zelf. De tot dan toe gevolgde politiek van centralisatie was succesvol zolang deze machtig genoeg was, maar met de verzwakking van het centrale gezag, kwam de hele staat in gevaar. Urartu wist in deze periode zijn invloed uit te breiden en bedreigde zo de toegang tot de Middellandse Zee.

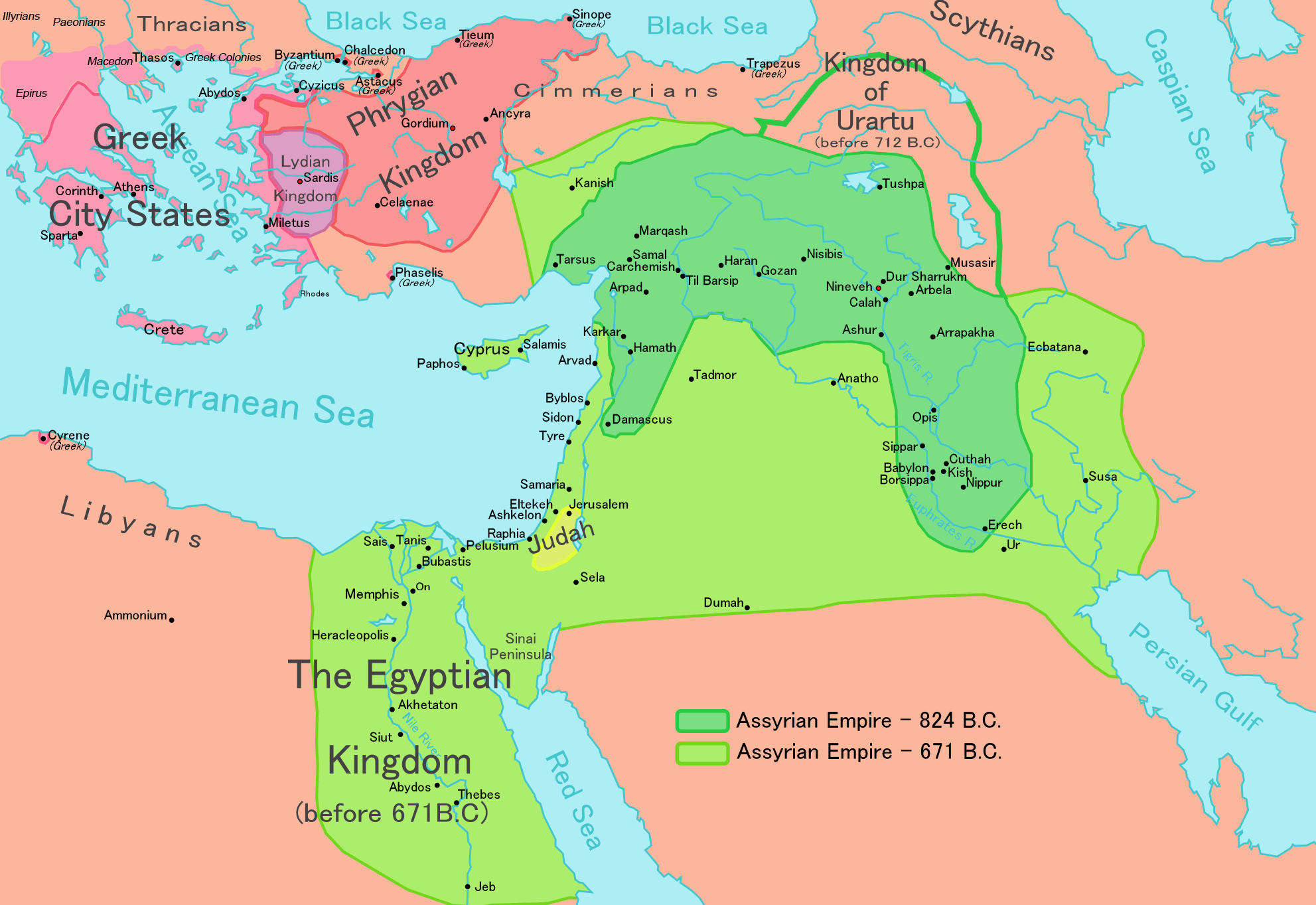
De uitbreiding van Assyrië

Met Tiglat-Pileser III kwam daar verandering in. Het evenwicht tussen de grote mogendheden zoals dat had bestaan gedurende de Late Bronstijd werd losgelaten en een politiek van onderwerping van omringende staten begon. Babylonië had daarbij nog een aparte status door de status als oude macht, maar voor Urartu en Elam gold dit niet.
Intern werd de staat gereorganiseerd waarbij gouverneurs minder macht kregen. Provincies werden onderverdeeld en werden zo uitgebreid van 12 naar 25. Daarnaast werden belangrijke posities vaak gedeeld door twee personen en werden ook eunuchen aangesteld om overerving van ambten te voorkomen. Extern werden vazalstaten veel meer opgenomen in het rijk, afhankelijk van de trouw van de vazal. Het verschil tussen het land van Assur en de landen onder het juk van Assur verminderde, doordat steeds meer werd geprobeerd deze laatsten in het rijk op te nemen. Als een vazal ontrouw werd, werd zijn vorstendom genadeloos onderworpen en de hele politieke elite gedeporteerd naar een gebied waar ze vreemden waren. De opengevallen posities werden door Assyriërs ingenomen en het gebied tot Assyrische provincie omgevormd. Als de tegenstand aanhield werd vrijwel de gehele bevolking gedeporteerd. De deportatiepolitiek die onder Assur-dan II was begonnen werd dan ook belangrijk opgevoerd. In de drie eeuwen tussen Assur-dan II en Assurbanipal zijn naar schatting mogelijk 4,5 miljoen mensen gedeporteerd, waarvan het merendeel onder Tiglat-Pileser III en Assurbanipal. Daarnaast werden inwoners van veroverde gebieden gerekruteerd om dienst te nemen, niet alleen in het leger, maar ook in landbouw en de bouw van grote projecten die niet voltooid hadden kunnen worden met slechts Assyriërs. Dit maakte het rijk een stuk stabieler en machtiger. Aan het eind van zijn bewind kon Tiglat-Pileser III zich zelfs tot koning van Babylon kronen.
Assyrië werd zo een wereldmacht. Bestuurders hadden daarbij meerdere functies, zowel militair, als bestuurlijk en religieus. Centraal stond de koning waaraan trouw moest worden gezworen en die posten naar goeddunken kon verdelen.
Na een kort en weinig succesvol bewind van Salmanasser V — hoewel hij mogelijk degene was die Jeruzalem innam — kwam Sargon II op de troon die deze politiek nog verder uit zou bouwen. Het begin was moeilijk, er waren problemen met Babylon en Elam en ook de noorderburen, Urartu trachtte gebiedswinst te behalen. In 714 v.Chr. viel hij Musasir aan, waarna de dreiging van Urartu leek te zijn bedwongen. Ook wist hij de Perzen en Meden tot schatplicht dwingen en de Levant onder controle te brengen. De rijkdom van de veroverde gebieden versterkte de welvaart, die onder meer tot uiting kwam in monumentale gebouwen. Sargon II verplaatste de hoofdstad naar Dur-Sharrukin, de vesting van Sargon.
Egypte, verontrust nu Assyrië een buurman geworden was, zond geschenken om hem tot vriend te houden. Op een veldtocht tegen Tabal in Anatolië sneuvelde Sargon II, maar zijn opvolger Sanherib ondervond weinig problemen zijn rol over te nemen. Egypte, Babylon en Elam trachtten tegen hem te ageren. Dit kwam Babylon duur te staan: het werd in 689 v.Chr. grondig verwoest. Ook het Zeeland moest zijn gezag erkennen. Sanherib verplaatste de hoofdstad naar Ninive.
Onder Esarhaddon werd de grip op het noorden en de Levant verder versterkt. Om zijn greep op Babylonië te verstevigen herbouwde hij Babylon. Hij viel Egypte binnen nadat Tyrus vroeg om Egyptische steun had gevraagd en nam Memphis in. De Egyptenaren kwamen echter snel in opstand en in een hernieuwde campagne overleed hij. Na zijn dood ontstond er een tijd van verwarring en strijd om de macht, maar uiteindelijk kwam Assurbanipal op de troon, met zijn oudere broer Shamash-shum-ukin als vazal op de Babylonische troon. Deze kwam al snel in opstand, maar Assurbanipal maakte daarop korte metten met hem. Daarna richtte hij zich op Egypte en veroverde het tot aan de stad Thebe, waardoor in 656 v.Chr. een einde kwam aan de Nubische dynastie. De Assyrische macht over Egypte bleef echter zwak en betwist. De Elamieten, waarmee een tijdlang vrede geweest was, gebruikten echter zijn afwezigheid om Babylonië binnen te vallen. Assurbanipal rekende grondig met ze af, vele Elamitische steden werden vernietigd en de hoofdstad Susa in 647 v.Chr. verwoest.
Het Assyrische Rijk leek onoverwinnelijk. Maar niets was minder waar. Zo was Babylonië nooit echt onderdeel geworden van het Assyrische rijk en zelfs als de koning van Assyrië ook koning van Babylonië was, werden deze meestal als aparte koninkrijken beschouwd. In een aantal gevallen verloor Assyrië zelfs volledig het zeggenschap, soms aan een Babyloniër, soms aan een Chaldeër, waarvan Marduk-apla-iddina II het langst aan de macht was, voor twaalf jaar in zijn eerste periode. De instabiliteit van Babylonië blijkt wel uit de twintig koningen die het kende in de periode dat Assyrië er zes had. Er waren verschillende soorten koningen in Babylonië:
1. de Assyrische koning zelf;
2. een familielid van de Assyrische koning;
3. een Babyloniër die door de Assyrische koning was aangesteld;
4. een onafhankelijke Babyloniër;
5. een anti-Assyrische Chaldeeër.

| Koning van Assyrië                  | Koning van Babylonië                       | Type koning |
| ----------------------------------- | ------------------------------------------ | ----------- |
| Tiglat-Pileser III (744-727 v.Chr.) | Nabonassar (747–734 v.Chr.)                | 3           |
| Tiglat-Pileser III (744-727 v.Chr.) | Nabu-nadin-zeri (733–732 v.Chr.)           | 3           |
| Tiglat-Pileser III (744-727 v.Chr.) | Nabu-shuma-ukin II (732 v.Chr.)            | 4           |
| Tiglat-Pileser III (744-727 v.Chr.) | Nabu-mukin-zeri (731–729 v.Chr.)           | 5           |
| Tiglat-Pileser III (744-727 v.Chr.) | Tiglat-Pileser III (Pulu) (729–727 v.Chr.) | 1           |
| Salmanasser V (727-722 v.Chr.)      | Salmanasser V (Ululaju) (726–722 v.Chr.)   | 1           |
| Sargon II (721-705 v.Chr.)          | Marduk-apla-iddina II (721-710 v.Chr.)     | 5           |
| Sargon II (721-705 v.Chr.)          | Sargon II (709-705 v.Chr.)                 | 1           |
| Sanherib (704-681 v.Chr.)           | Sanherib (704-703 v.Chr.)                  | 1           |
| Sanherib (704-681 v.Chr.)           | Marduk-zakir-shumi II (703 v.Chr.)         | 4           |
| Sanherib (704-681 v.Chr.)           | Marduk-apla-iddina II (703 v.Chr.)         | 5           |
| Sanherib (704-681 v.Chr.)           | Bel-ibni (702-700 v.Chr.)                  | 3           |
| Sanherib (704-681 v.Chr.)           | Assur-nadin-shumi (699-694 v.Chr.)         | 2           |
| Sanherib (704-681 v.Chr.)           | Nergal-ushezib (693 v.Chr.)                | 4           |
| Sanherib (704-681 v.Chr.)           | Mushezib-Marduk (692-689 v.Chr.)           | 5           |
| Sanherib (704-681 v.Chr.)           | Sanherib (688-681 v.Chr.)                  | 1           |
| Esarhaddon (680-669 v.Chr.)         | Esarhaddon (680-669 v.Chr.)                | 1           |
| Assurbanipal (668-631 v.Chr.)       | Assurbanipal (668 v.Chr.)                  | 1           |
| Assurbanipal (668-631 v.Chr.)       | Shamash-shum-ukin (667-648 v.Chr.)         | 2           |
| Assurbanipal (668-631 v.Chr.)       | Kandalanu (647-627 v.Chr.)                 | 3           |

Na de dood van Assurbanipal ontstond er een langdurige strijd om de troon. Ashur-etil-ilani en zijn broer Sin-shar-ishkun bestreden elkaar om hun vaders troon met daarnaast de machtige eunuch Sin-shumu-lishir. Dit gaf alle onderworpen volkeren weer de gelegenheid in opstand te komen. Egypte deed dit en spoedig vormden de nieuwe Chaldeeuwse heersers van Babylon een bondgenootschap met de Meden en de Scythen om Nineve zelf aan te vallen. Op het laatste moment trachtte Egypte nog hulp te bieden, maar het was te laat. Nineve viel in 612 v.Chr. en hoewel Assur-uballit II nog weerstand bood en na zijn dood anderen, viel Babylon in 605 v.Chr. en werd Babylonië de opvolger van Assyrië. De lange Assyrische onderdrukking gaf aanleiding tot een spoor van vernielingen.
Waar Assyrië zich in 640 v.Chr. op het hoogtepunt van zijn macht bevond, was er dertig jaar later niets meer van over. De centrale rol van de koning speelde hierbij een belangrijke rol. Zolang die rol niet betwist was en werd uitgevoerd door een capabele heerser, was er niets aan de hand. Interne strubbelingen en zwak leiderschap maakten het rijk echter kwetsbaar, waarbij ook een gebrek aan loyaliteit speelde van gedeporteerde volken in Assyrië. Ook het harde optreden van de Assyriërs en de hoge tributen werkten opstand in de hand. Naast deze verklaringen met een nadruk op interne politieke en economische strubbelingen, imperial overstretch en militaire nederlagen lijkt ook klimaatverandering een rol te hebben gespeeld. De bestudering van twee druipstenen – stalagmieten – in de Kuna Ba-grot wijst op een decennialang durende megadroogte.
Er is veel overgeleverd uit deze periode, maar vooral uit paleizen, zodat over het dagelijks leven minder bekend is. Duidelijk is dat het een militaristische staat betrof. De koning werd geacht elk jaar militaire campagnes te voeren en in de annalen werd dan ook niet gesproken van jaren, maar van campagnes. De zonsverduistering van 15 juni 763 v.Chr., het jaar Bur-Sagale, in combinatie met de eponiemenlijsten maakt het mogelijk om van 910 tot 649 v.Chr. een absolute chronologie vast te stellen.
Een belangrijke bron van informatie is de Bibliotheek van Assurbanipal in Ninive. Al voor Assurbanipal hadden koningen aan deze bibliotheek gewerkt, maar zijn bijdragen waren de belangrijkste. Oude teksten werden zorgvuldig overgenomen en voorzien van uitleg. Een belangrijk deel bestond uit omina, voortekenen die gebruikt werden om de koning te beschermen tegen onheil. Zo werden wel schijnkoningen aangesteld in geval van ongunstige voortekenen voor de echte koning. Ook lexicale lijsten, zoals al in de Urukperiode werden gebruikt, maakten een belangrijk deel uit van de bibliotheek waarmee Soemerische teksten gelezen en begrepen konden worden in het Akkadisch. Een derde groep bestaat uit incantaties waarmee onheil kon worden afgewend. Medische teksten waren de volgende groep en deze hadden grote gelijkenis met de omina. De kleinste groep bestaat uit literaire teksten zoals het Gilgamesj-epos, Isjtars afdaling in de onderwereld, het scheppingsverhaal Enoema Elisj en het Erra-epos. Er bestonden ook andere bibliotheken, zoals die van de tempel van Nabu, ook in Ninive, en andere steden en privécollecties zoals die van Qurdi-Nergal.
Het Akkadisch was dan nog wel de schrijftaal, maar alle deportaties hadden als gevolg dat het Aramees als spreektaal steeds meer de overhand kreeg.

## Meden en Babyloniërs
Dat het Assyrische rijk te val kwam, was voornamelijk het werk van de samenwerkende Meden en Babyloniërs.

### Meden
De Meden waren pastoralisten uit het Zagrosgebergte die weinig verschilden van de hun omringende bergvolken. Er zijn geen werken overgeleverd van de Meden zelf en de geschiedschrijving is dan ook afhankelijk van andere volken. De Assyriërs noemden hen voor het eerst in de negende eeuw v.Chr. en ze lijken dan gevestigd ten oosten van de bron van de Diyala-rivier aan de weg richting Khorasan. Deze belangrijke handelsroute was belangrijk voor de Assyriërs die het gebied dan ook deels onder direct bestuur hadden gebracht, terwijl het resterende deel van de Meden tribuut afdroeg. Nadat Assurbanipal in 646 v.Chr. Elam had verslagen, kregen de Meden waarschijnlijk meer ruimte en onder vielen in 614 v.Chr. onder leiding van Cyaxares Assyrië aan. De samenwerking met de Babyloniërs was van korte duur en daarna vielen zij net als andere bergvolken regelmatig de rijke laagvlakte binnen. Ten noorden van Babylon werd tussen de Eufraat en Tigris daarop de Medische muur gebouwd om invallen te bemoeilijken. In 550 v.Chr. onderwierp de Perzische koning Cyrus het gehele Zagrosgebergte en daarmee ook de Meden.
Volgens Herodotus zou er sprake zijn geweest van een Medisch rijk met als hoofdstad Ecbatana. Deioces zou de verschillende stammen verenigd hebben in een rijk dat onder Cyaxares zijn grootste macht zou hebben bereikt. Tegenwoordig wordt het bestaan van een verenigd Medisch rijk echter sterk betwijfeld, omdat archeologische aanwijzingen ontbreken en omdat het verhaal van Herodotus niet overeenkomt met Assyrische en Nieuw-Babylonische bronnen.

### Nieuw-Babylonische dynastie

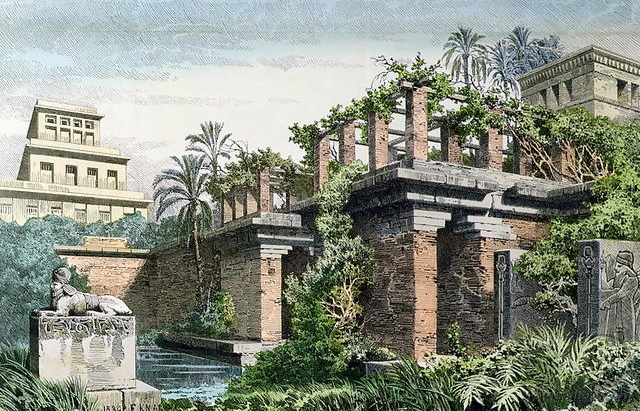
De hangende tuinen van Babylon zijn een van de zeven klassieke wereldwonderen. De tuinen zijn nooit daadwerkelijk aangetroffen en de exacte locatie is onbekend

Het waren echter de Babyloniërs die het rijk van de Assyriërs voort zouden zetten en uitbreiden tijdens de Nieuw-Babylonische dynastie. Tijdens de strijd in Assyrië over de opvolging van Assurbanipal wist de Chaldeeër Nabopolassar in 626 v.Chr. de troon te bemachtigen in Babylon. Tien jaar later had hij Babylonië verenigd en was hij sterk genoeg om Assyrië aan te pakken. In 605 v.Chr. viel Harran, het laatste bolwerk van de Assyriërs, voor de tweede en laatste keer. Daarna volgde een lange strijd om de periferie van het oude Assyrische rijk zeker te stellen, waarbij vooral het westelijke gebied veel weerstand bood. Egypte had Assyrië gesteund, dat een bondgenoot was geweest tegen de Nubiërs, en bleef de Syro-Palestijnse staten steunen tegen Babylonië. Een van die staten was Juda, dat weigerde Nebukadnezar II, zoon van Nabopolassar, te erkennen. De Babyloniërs hadden de Assyrische taktieken overgenomen en in 598 v.Chr. werd dan ook het beleg geslagen rond Jeruzalem. Na tien maanden viel de stad en werden de drieduizend belangrijkste inwoners afgevoerd met hun nieuwe koning Jojakim. Diens oom Sedekia werd daarna door de Babyloniërs aangesteld, maar deze kwam rond 590 v.Chr. in opstand. Opnieuw werd het beleg geslagen en na anderhalf jaar viel de stad opnieuw. In navolging van de Assyriërs volgde een genadeloze afstraffing waarbij de tempel werd vernietigd en een groot deel van de bevolking werd afgevoerd naar Babylon. Hij stelde een gouverneur aan en toen deze Gedalja werd vermoord, volgde een derde deportatie. Dit is het bekendste voorbeeld, maar was exemplarisch voor het gehele gebied en pas in 568 v.Chr. had Nebukadnezar II het westen volledig onder beheer.
Neriglissar wist daarna Cilicië te veroveren, terwijl Nabonidus de invloed in de Arabische Woestijn wist te vergroten. Nabonidus volgde na een roerige periode van drie koningen in zes jaar, waarvan er twee vermoord waren. Hij was niet van koninklijke afkomst, maar was de zoon van Adad-guppi, een hogepriesteres van de maangod Sin. Door haar kwam hij op het hof van Nebukadnezar II terecht en na een opstand tegen Labashi-Marduk werd hem in 556 v.Chr. op late leeftijd de troon aangeboden. Hij stimuleerde de eredienst van Sin, de Babylonische variant van de Soemerische god Nanna, in Harran en Ur en maakte in de laatste stad zijn dochter hogepriesteres, daarmee een oude traditie navolgend. Dit zette echter kwaad bloed bij de priesters van Mardoek, met diens zoon Nabu de belangrijkste god van Babylonië. Dat werd nog versterkt toen hij in 552 v.Chr. van Babylon naar Teima vertrok, een oase in de Arabische Woestijn. Zijn zoon Belsazar bleef achter in Babylon en regeerde uit zijn vaders naam.
Ondertussen was in 559 v.Chr. Cyrus aan de macht gekomen bij de Perzen en had deze rond 550 v.Chr. zijn macht uitgebreid over het gehele Zagrosgebergte. In 539 v.Chr. trok hij Babylonië binnen, wist de Slag bij Opis te winnen en ondervond daarna geen weerstand om de steden in te nemen. Mogelijk speelde hierbij een rol dat Nabonidus zich ongeliefd had gemaakt. In ieder geval maakte Cyrus hier gebruik van door zich voor te doen degene die Mardoek terug had gebracht.
De Neo-Babylonische periode was een keerpunt na de oorlogen van het begin van het eerste millennium. Er volgden twaalf eeuwen van grote economische voorspoed, ondanks alle machtswisselingen. Er werden uitgebreide irrigatiewerken aangelegd en met andere verbeteringen kon een grotere opbrengst bereikt worden die nodig was om de sterk gegroeide steden te voeden, hoewel de verstedelijking niet het niveau bereikte van de oud-Babylonische periode. Om het tekort aan mankracht op te vangen, werd het Assyrische systeem van deportaties voortgezet. De langeafstandshandel werd bevorderd door het gebruik van zilver te stimuleren, wat weer bijdroeg aan het ontstaan van handelshuizen waarvan het huis van Egibi de belangrijkste was. Deze economische activiteit werd veelal bezegeld met contracten en de administratie die dit met zich meebracht, maakt wat Jursa de lange zesde eeuw — van de val van Assyrië in 612 v.Chr. tot de Babylonische opstand tegen Xerxes in 484 v.Chr. — noemde tot de best beschrevene na Ur III. Het betreft hier vooral werken uit privéarchieven en die van tempels, de centra van economische activiteit. Deze archieven verhalen in tegenstelling tot bij de Assyriërs vrijwel niet over de militaire campagnes die wel degelijk gevoerd werden.
In de mengelmoes van talen en culturen die ontstond door de handel en de deportaties werd teruggegrepen op oud-Babylonische en Soemerische schrijfwijzen en uitdrukkingen en culturele en religieuze gebruiken. Daarbij werd ook een vroege vorm van archeologie bedreven. Hoewel dit de laatste Babylonische dynastie van lokale afkomst was, was de culturele invloed zo sterk dat deze ongeschonden bleef bij de machtsovername door de Perzen.

## Het Perzische Rijk (550 – 330 v.Chr.)
Het Perzische rijk zou vanuit Ansjan uitgroeien van een pastorale stam tot het grootste rijk dat de wereld tot dan toe had gezien en zou zo'n twee eeuwen standhouden. De relatieve stabiliteit van het eerste wereldrijk was mede te danken aan de tolerantie voor lokale gebruiken, culturen en religies.
Het gebied rond Ansjan had met Susa deel uitgemaakt van Elam, maar de Perzen waren geen Elamieten. Ze hadden zich daar aan het begin van het eerste millennium gevestigd als pastoralisten in een gebied dat op dat moment weinig bewoning kende. Er is vrijwel niets bekend van de Perzen tot Cyrus die in 559 v.Chr. aan de macht kwam. De stamvader van de Achaemenidische dynastie zou Achaemenes zijn geweest, al kan dit ook een mythische figuur zijn geweest.

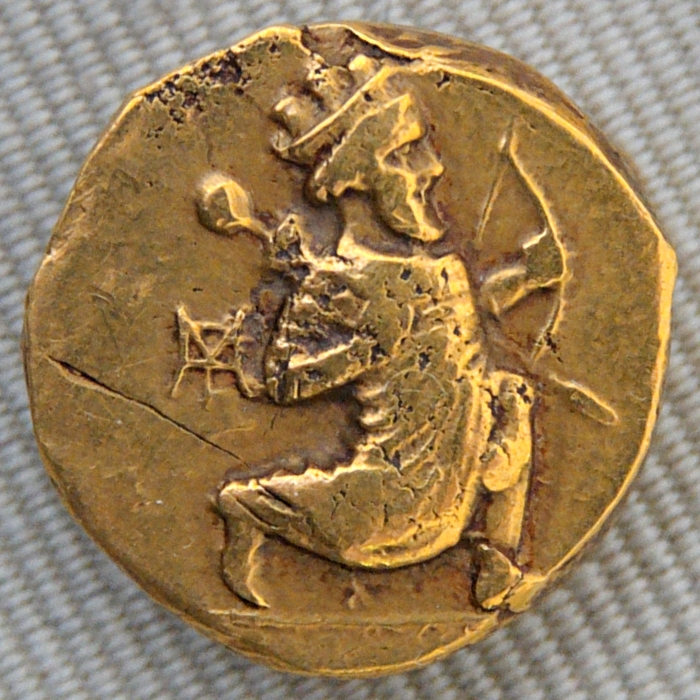
Een gouden dubbele dareik

Herodotus stelde dat de Perzen aanvankelijk vazal waren van de Meden onder Astyages, maar in Babylonische bronnen wordt juist gesteld dat Astyages optrok tegen de Perzen en dat diens troepen daarna in opstand kwamen en overliepen naar Cyrus. Hoe dan ook, in 550 v.Chr. had Cyrus alle Meden en het gehele Zagrosgebied aan zich onderworpen. Daarna ging het in snel tempo verder Anatolië in en in 547 v.Chr. werd Croesus van Lydië verslagen, waardoor de Perzen in aanraking kwamen met muntgeld. Het gebruik hiervan verspreidde zich daarna door het rijk, vooral in het westen, al werd het nooit een exclusief betaalmiddel. Na Lydië werd geheel Anatolië veroverd en grensde het Perzische rijk aan de Griekse wereld die er zelfs ten dele aan was onderworpen. Daarna trok Cyrus waarschijnlijk naar het oosten van Iran, maar details over deze veldtochten zijn niet bekend. In 539 v.Chr. versloeg hij Nabonidus bij Opis ten oosten van de Medisch muur, dat vervolgens geplunderd werd en de inwoners afgeslacht. Dit bleek voldoende om Sippar ten westen van de Medische muur tot overgave te bewegen. Babylon zelf werd daarna met geringe moeite ook ingenomen. Opmerkelijk is dat de machtsovergang nu soepel leek plaats te vinden. Waar de Babyloniërs vooral in het westen decennialang hadden moeten vechten, ontbrak het hier nu aan tegenstand.
Hierna trok Cyrus naar Centraal-Azië waar hij enorme gebieden aan zich wist te onderwerpen voordat hij in 530 v.Chr. sneuvelde tegen de Massageten. Zijn zoon Cambyses was toen al medeverantwoordelijk voor het bestuur in het westen en deze wist het rijk verder uit te breiden met Cyprus en na de Slag bij Pelusium in 525 v.Chr. met Egypte. Waar de Assyriërs niet veel verder waren gekomen dan enige invallen, werd Egypte nu echt onderdeel van het Perzische rijk met Cambyses als farao van Egypte. Hij poogde om de invloedssfeer van daaruit verder naar het zuiden en westen uit te breiden, maar dat lijkt niet succesvol te zijn geweest tot Darius aan de macht kwam. Deze wist het rijk uit te breiden met Libië, Thracië, Samos en het westen van India, terwijl Nubië en Macedonië tot tribuut werden verplicht. Hij stak ook de Donau over om de Scythen te onderwerpen, maar dit liep op niets uit.
Darius was geen zoon van Cambyses en was aan de macht gekomen door Bardiya, de jongere broer van Cambyses, te vermoorden. Volgens Darius was dit niet de echte Bardiya, maar een bedrieger, de priester Gaumata. Deze zou een opstand tegen Cambyses hebben geleid, die overleed voordat hij orde op zaken kon stellen. Darius zou dit ontdekt hebben en met de zegen van de god Ahuramazda en de hulp van zes medestanders de pseudo-Bardiya hebben vermoord.

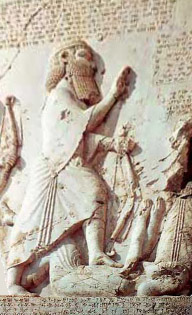
Gaumata onder Darius' voet in de Behistuninscriptie

Deze versie was populair in de oudheid en bekend in meerdere versies, onder meer van Darius zelf via de Behistuninscriptie, van Herodotus en van Ctesias. Tegenwoordig wordt deze versie echter sterk in twijfel getrokken en wel gezien als een poging van Darius om zijn machtsovername te rechtvaardigen. Dit is niet verwonderlijk, aangezien het een periode was van vele opstanden, zelfs in de kerngebieden Perzië, Media en Elam. Na drie jaar strijd had Darius alle gebieden aan zich weten te onderwerpen. De interne strijd was mogelijk de aanleiding tot hervormingen die Darius doorvoerde en die het rijk tot een goed georganiseerd geheel maakten. Vanaf dan werd de opvolger al bij het leven van de koning officieel aangesteld, wat overigens niet betekende dat dit nu altijd soepel verliep.
In 499 v.Chr. kwam het tot de Ionische Opstand die uiteindelijk in 493 v.Chr. werd neergeslagen, waarmee het Perzische bestuur over Anatolië hersteld was. De steun die Athene had verleend aan de Ioniërs, ondanks een verdrag met de Perzen, was in 490 v.Chr. aanleiding tot een plundertocht van enkele Griekse steden. Deze kwam tot een einde na een verrassende Griekse overwinning tijdens de Slag bij Marathon. Darius begon met voorbereidingen voor een volgende campagne, maar kon deze door onlusten in Egypte niet voltooien.
Zijn zoon Xerxes I stelde orde op zaken in Egypte en Babylonië en eiste in 481 v.Chr. onderwerping van de Griekse steden, waar een flink aantal gehoor aan gaf. Athene en Sparta namen de leiding van de stadstaten die zich teweer stelden. In 480 v.Chr. kwam het tot de Tweede Perzische Oorlog waarbij de Perzen de Slag bij Thermopylae wisten te winnen en daarna het verlaten Athene plunderden. De Griekse vloot wist daarna echter tijdens de Slag bij Salamis de Perzische vloot te vernietigen. Xerxes trok zich daarop terug en liet zijn veldheer Mardonius achter, maar deze werd het jaar daarop verslagen tijdens de Slag bij Plataeae. Ook de Slag bij Mycale werd beslist in het voordeel van de Grieken, waarmee de Perzische ambities in Griekenland tot een einde kwamen.
Hoewel deze nederlaag een belangrijk keerpunt was in de Griekse geschiedenis, lijkt deze voor de Perzen van ondergeschikt belang te zijn geweest. In de rest van het rijk wisten zij een opmerkelijke stabiliteit te handhaven en opstanden effectief te onderdrukken. Onder Darius bestond het land uit drieëntwintig tot negenentwintig provincies of satrapieën waarbij zoveel mogelijk bestaande structuren intact werden gehouden, hoewel de satrapen meestal van Perzische afkomst waren. De diversiteit van het rijk werd als uitgangspunt gehanteerd, iets wat nog niet eerder het geval was geweest in het Nabije Oosten. Dit bleek in het leger, dat gebruik maakte van Libische strijdwagens naast Arabische strijders op kamelen, een infanterie bestaande uit tientallen volken, een cavalerie van onder meer Perzen, Meden en Indiërs en een vloot bestaande uit onder meer Feniciërs, Cyprioten en Grieken. Ondanks opstanden en opvolgingsstrijd, viel het rijk nooit uiteen, zoals wel gebeurde met onder meer het rijk van Alexander de Grote onder diens diadochen.
Over de politieke ontwikkelingen in de periode na de campagnes in Griekenland is relatief weinig overgeleverd. Het werk van Ctesias heeft een beeld achtergelaten van hofintriges en instabiliteit waarvan later is aangenomen dat dit gold voor het rijk in zijn geheel. Tegenwoordig wordt dit beeld echter sterk betwijfeld, onder meer omdat archieven laten zien dat er een grote mate van continuïteit was. Wel bracht opvolgingsstrijd de nodige onrust, zoals na de dood van Darius II. De strijd tussen Cyrus de Jongere en diens oudere broer Artaxerxes II werd gewonnen door de laatste. De strijd werd bekend door de beschrijving van de Griekse huurling Xenophon in diens Anabasis. Wel wist Egypte in 404 v.Chr. voor zestig jaar onafhankelijk te blijven van Perzië, maar dit zal niet voor alle Egyptenaren een verbetering zijn geweest, aangezien er in die tijd acht farao's aan de macht waren, tegen twee koningen in Perzië, wat een grote mate van instabiliteit verondersteld. In 343 v.Chr. wist Artaxerxes III Egypte weer te onderwerpen, wat in tegenspraak is met het door de Grieken gepropageerde beeld van een rijk dat afbrokkelde door decadentie.
Mogelijk was de macht van het Perzische rijk aanleiding tot consolidatie in omringende landen. Philippus II van Macedonië wist in 338 v.Chr. vrijwel geheel Griekenland te onderwerpen, met uitzondering van Sparta. Het jaar daarop verklaarde hij de oorlog aan het Perzische rijk, maar hij werd vermoord voordat hij dit tot uitvoer kon brengen. Zijn zoon Alexander de Grote viel echter in 334 v.Chr. Anatolië binnen. Hij wist de Perzische vloot onschadelijk te maken door de verovering van Tyrus en Gaza. Deze laatste maakte de weg vrij naar Egypte dat zich vlot overgaf. Darius III bood felle weerstand tijdens onder meer de Slag bij Issos in 333 v.Chr. en de Slag bij Gaugamela in 331 v.Chr., maar moest uiteindelijk het onderspit delven. Zoals de Perzische koningen hun legitimiteit ontleenden aan hun voorgangers, deed Alexander dit door Darius III een ceremoniële begrafenis te geven in Persepolis.
Na de dood van Alexander de Grote in 323 v.Chr. viel zijn rijk uiteen in een aantal diadochenrijken door een strijd tussen zijn generaals, de zogenaamde diadochenoorlogen. Dit was het begin van de hellenistische periode. Dit betekende een versterkte culturele uitwisseling tussen de Perzen en Grieken, waarbij de laatsten veel van de bestaande structuren in stand lieten.

### Bestuur
Een verklaring voor de bereidheid om bestaande structuren in stand te laten, ligt in de achtergrond van de Perzen. In tegenstelling tot de Assyriërs en Babyloniërs hadden zij geen bestaande structuur waarmee zij in staat zouden zijn een groot rijk te besturen. Zij namen dan ook het Aramees over als bestuurstaal waarmee door het gehele rijk gecommuniceerd werd, terwijl bestaande talen in gebruik bleven, waaronder het Oudperzisch.

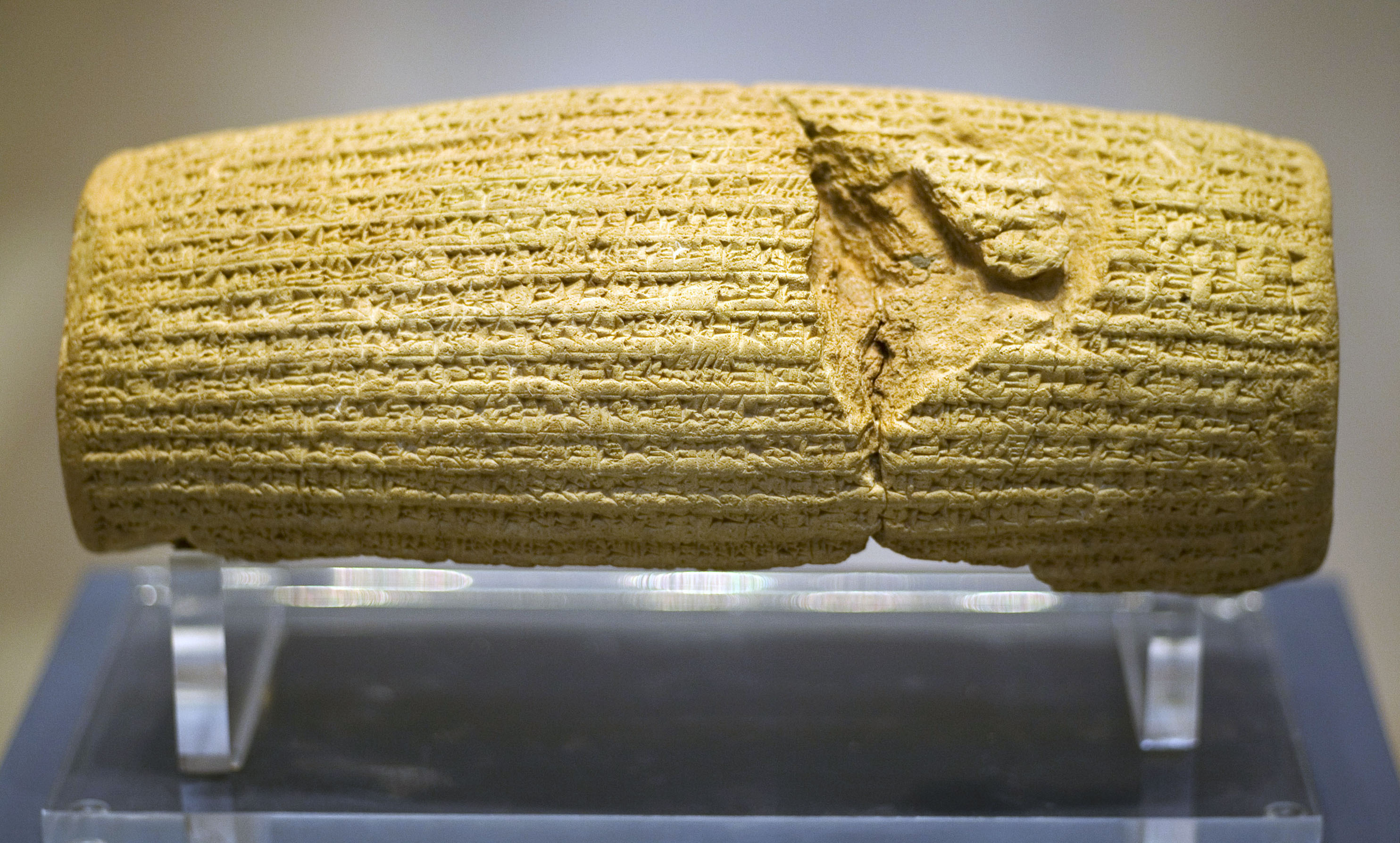
De Cyruscilinder was een rechtvaardiging van de overname van de macht door Cyrus de Grote. Hij maakte met dit funderingsdepot duidelijk dat Mardoek hem had gemachtigd en dat hij de bestaande rituelen respecteerde

Het koningschap van de Perzen draaide om een god, Ahuramazda, van wie de koning de vertegenwoordiger was. Mogelijk betekent dit dat de Perzen al aanhangers waren van het zoroastrisme, maar dit is niet zeker. In de onderworpen landen werd echter het lokale geloof gehandhaafd en zelfs bekrachtigd doordat de koningen zichzelf opwierpen als verdedigers. Dit is het duidelijkst in Egypte, waar de koning de rol van farao op zich nam, en Babylonië, waar Mardoek in ere werd hersteld. Het bekendste voorbeeld in de westerse geschiedenis is de toestemming van Cyrus aan de joden om terug te keren naar Jeruzalem en de herbouw van hun tempel. Dit zou vergezeld zijn gegaan door het Edict van Cyrus, al is dit nooit teruggevonden. De Cyruscilinder die dit alles in gang zou hebben gezet, wordt wel gezien als de eerste verklaring van de rechten van de mens, maar dit is een betwiste versie van een politiek die waarschijnlijk pragmatisch was.
Een verdere ondersteuning van het rijk was de bouw van monumentale hoofdsteden. Steden waren eerder onbekend voor de Perzen en Cyrus liet daarop Pasargadae bouwen als hoofdstad. Het weerspiegelde de variëteit van de verschillende culturen die in het rijk leefden. De Perzische tuinen werden dusdanig bewonderd dat de Griekse benaming paradeisos synoniem is geworden voor paradijs. Onder Darius werd de hoofdstad verplaatst naar Persepolis, die daarnaast Susa liet herbouwen om als zomerresidentie te dienen, aangezien het klimaat daar in de zomer aangenamer was en het dichter lag bij zijn westelijke bezittingen. Ook verbeterde hij de infrastructuur door de aanleg van koninklijke wegen waarvan de bekendste die van Susa naar Sardis was over een afstand van meer dan 2500 kilometer. Dit alles paste bij zijn pogingen om het rijk een structurele basis te geven, waartoe hij ook een eigen schrift ontwikkelde, Oudperzisch spijkerschrift. Dit was overigens slechts voor koninklijk gebruik, zoals de Behistuninscriptie. Het Aramees bleef de bestuurstaal.